# Personaggi di The Big Bang Theory
Questa voce contiene un elenco dei personaggi presenti nella situation comedy The Big Bang Theory.

## Personaggi principali
| Personaggio             | Interprete     | Stagione | Stagione | Stagione | Stagione | Stagione | Stagione | Stagione | Stagione | Stagione | Stagione | Stagione | Stagione |
| Personaggio             | Interprete     | 1        | 2        | 3        | 4        | 5        | 6        | 7        | 8        | 9        | 10       | 11       | 12       |
| ----------------------- | -------------- | -------- | -------- | -------- | -------- | -------- | -------- | -------- | -------- | -------- | -------- | -------- | -------- |
| Leonard Hofstadter      | Johnny Galecki |          |          |          |          |          |          |          |          |          |          |          |          |
| Sheldon Cooper          | Jim Parsons    |          |          |          |          |          |          |          |          |          |          |          |          |
| Penny                   | Kaley Cuoco    |          |          |          |          |          |          |          |          |          |          |          |          |
| Howard Wolowitz         | Simon Helberg  |          |          |          |          |          |          |          |          |          |          |          |          |
| Raj Koothrappali        | Kunal Nayyar   |          |          |          |          |          |          |          |          |          |          |          |          |
| Leslie Winkle           | Sara Gilbert   |          | [ 1 ]    |          |          |          |          |          |          |          |          |          |          |
| Bernadette Rostenkowski | Melissa Rauch  |          |          |          | [ 2 ]    | [ 2 ]    | [ 2 ]    | [ 2 ]    | [ 2 ]    | [ 2 ]    | [ 2 ]    | [ 2 ]    | [ 2 ]    |
| Amy Farrah Fowler       | Mayim Bialik   |          |          |          | [ 3 ]    | [ 3 ]    | [ 3 ]    | [ 3 ]    | [ 3 ]    | [ 3 ]    | [ 3 ]    | [ 3 ]    | [ 3 ]    |
| Stuart Bloom            | Kevin Sussman  |          |          |          |          |          | [ 4 ]    |          |          |          |          |          |          |
| Emily Sweeney           | Laura Spencer  |          |          |          |          |          |          |          |          | [ 5 ]    |          |          |          |

- Legenda:      nel cast principale;      nel cast ricorrente;      apparizione guest;      non presente nel cast.

### Leonard Hofstadter

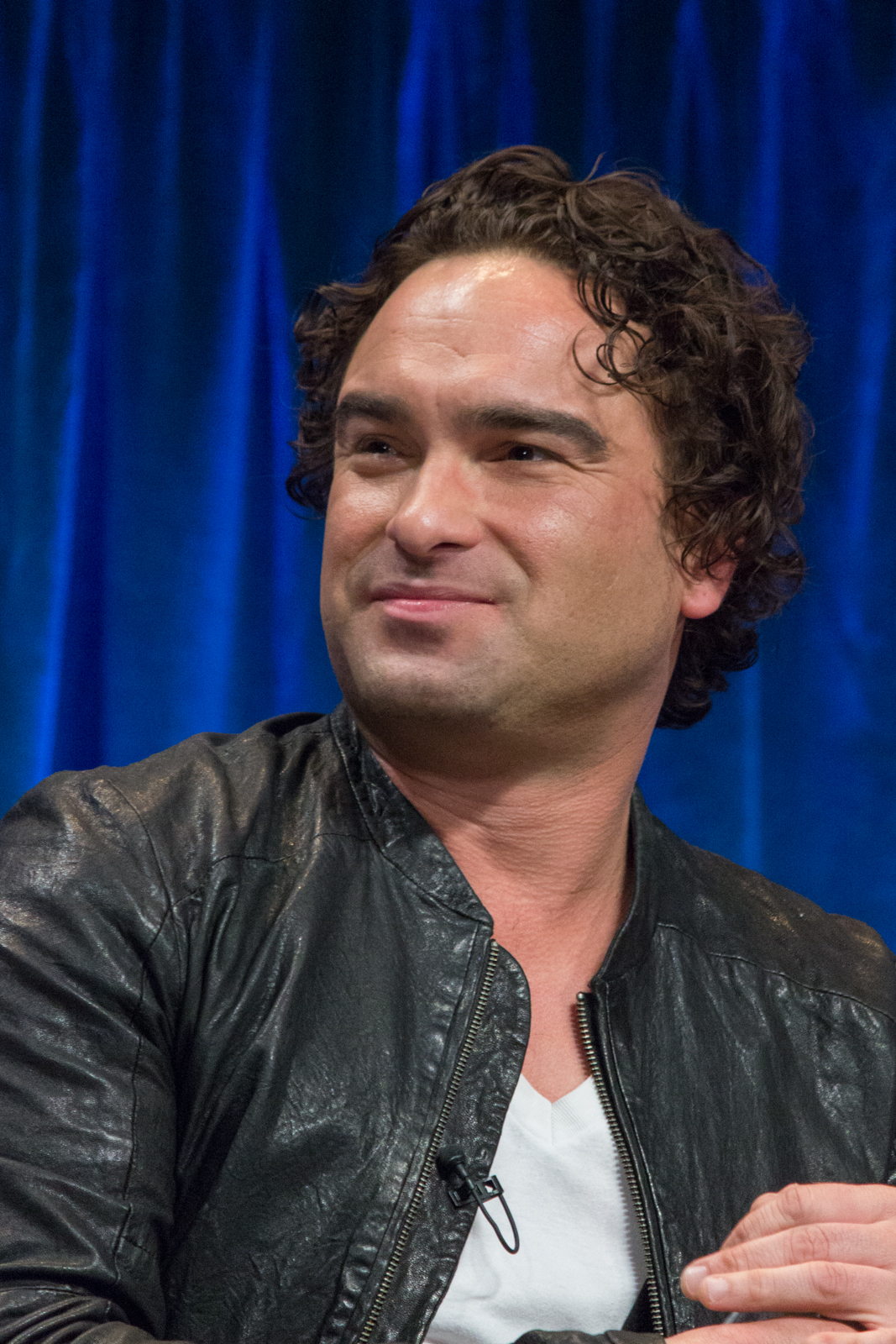
Johnny Galecki

Leonard Hofstadter è un giovane fisico sperimentale dall'elevato quoziente d'intelligenza. Condivide l'appartamento col suo amico e collega Sheldon, soffrendo spesso per una coabitazione che frequentemente si rivela abbastanza problematica.
Appassionato di fumetti americani e film di fantascienza, Leonard cerca in tutti i modi di avere una storia d'amore con Penny, la giovane e bella vicina di pianerottolo, della quale si è innamorato fin dal loro primo incontro. È un ragazzo dall'animo buono e gentile, ma molto timido e goffo, da cui deriva uno scarso successo con l'altro sesso – se non con donne al suo stesso livello intellettuale, che però di norma non lo attraggono molto. La grave forma di intolleranza al lattosio di cui soffre gli provoca inoltre episodi di flatulenza e meteorismo che lo imbarazzano molto in presenza degli altri. A differenza dei suoi amici, Leonard è l'unico che, in più occasioni, prova quasi una seria vergogna per la sua condizione di nerd e geek, cercando più volte di emanciparsi da questa per far colpo su Penny.

### Sheldon Cooper

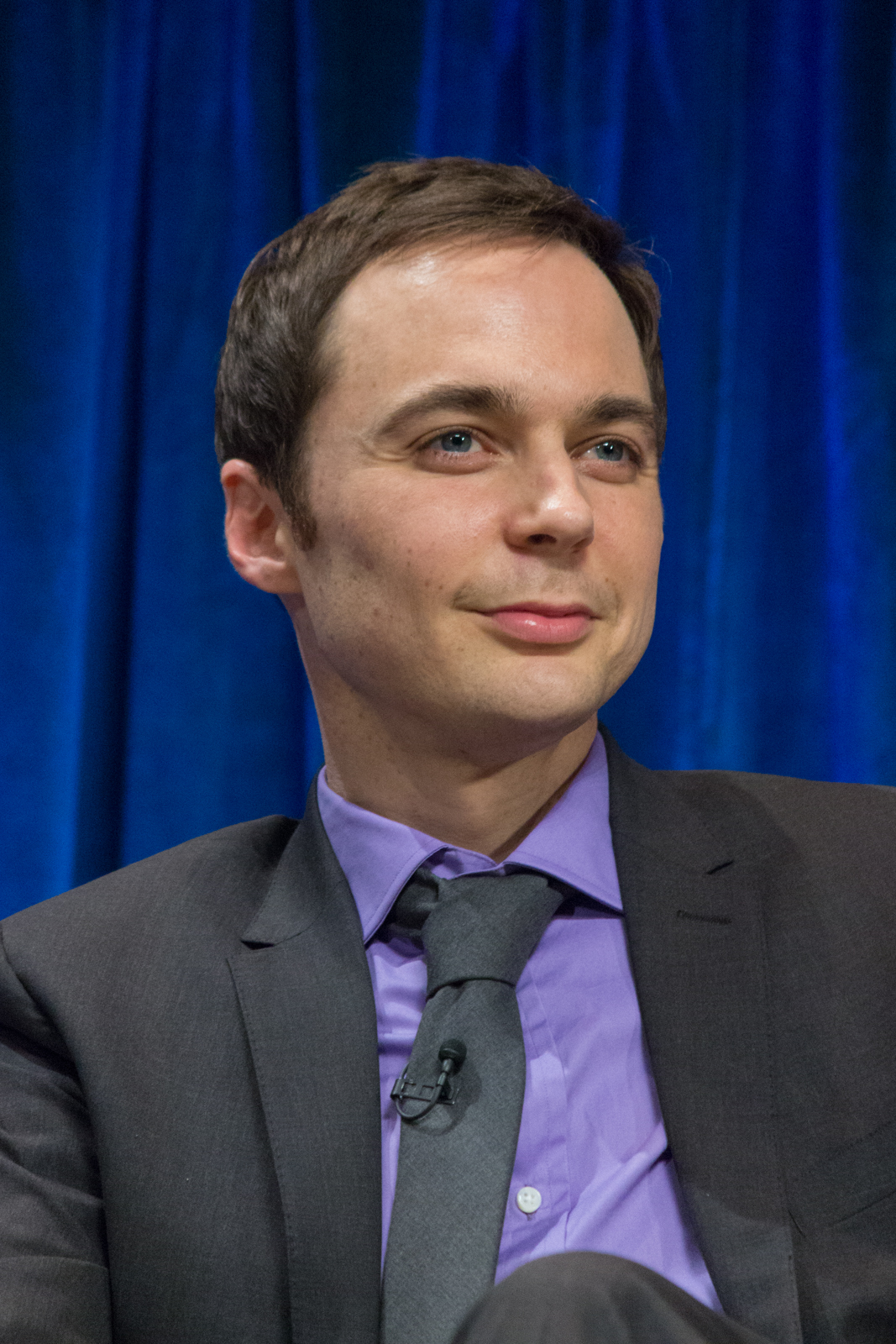
Jim Parsons

Sheldon Cooper è un giovane fisico teorico dall'altissimo QI; è il coinquilino di Leonard. Si esprime utilizzando costantemente termini tecnici, anche per spiegare argomenti molto semplici. Nonostante la sua grande intelligenza (caratterizzata da una memoria eidetica), non è in grado di comprendere alcun tipo di battuta, barzelletta o commento sarcastico. Estremamente geloso dei suoi spazi e delle sue abitudini, diventa irritante e vendicativo se questi vengono violati, cadendo sovente in manie ossessive-compulsive; allo stesso modo, non tollera l'idea che la sua routine, estremamente pianificata, possa subire delle variazioni non previste.
Non mostra interesse per le interazioni sociali, né nutre alcuna attrattiva verso il sesso o le relazioni amorose. Non essendo capace di mentire, ogni volta che tenta di farlo, cade preda di evidenti tic ed espressioni ieratiche. Oltre alle tipiche passioni di un nerd, adora i treni e ne colleziona numerosi modelli in scala. Un'altra sua curiosa abitudine è il modo di bussare: dopo aver dato tre veloci rintocchi alla porta, pronuncia il nome della persona che sta dall'altra parte, il tutto ripetuto per tre volte in rapida successione. Esclama la parola «Bazinga!» dopo aver a suo dire scherzato o preso in giro una persona.

### Penny

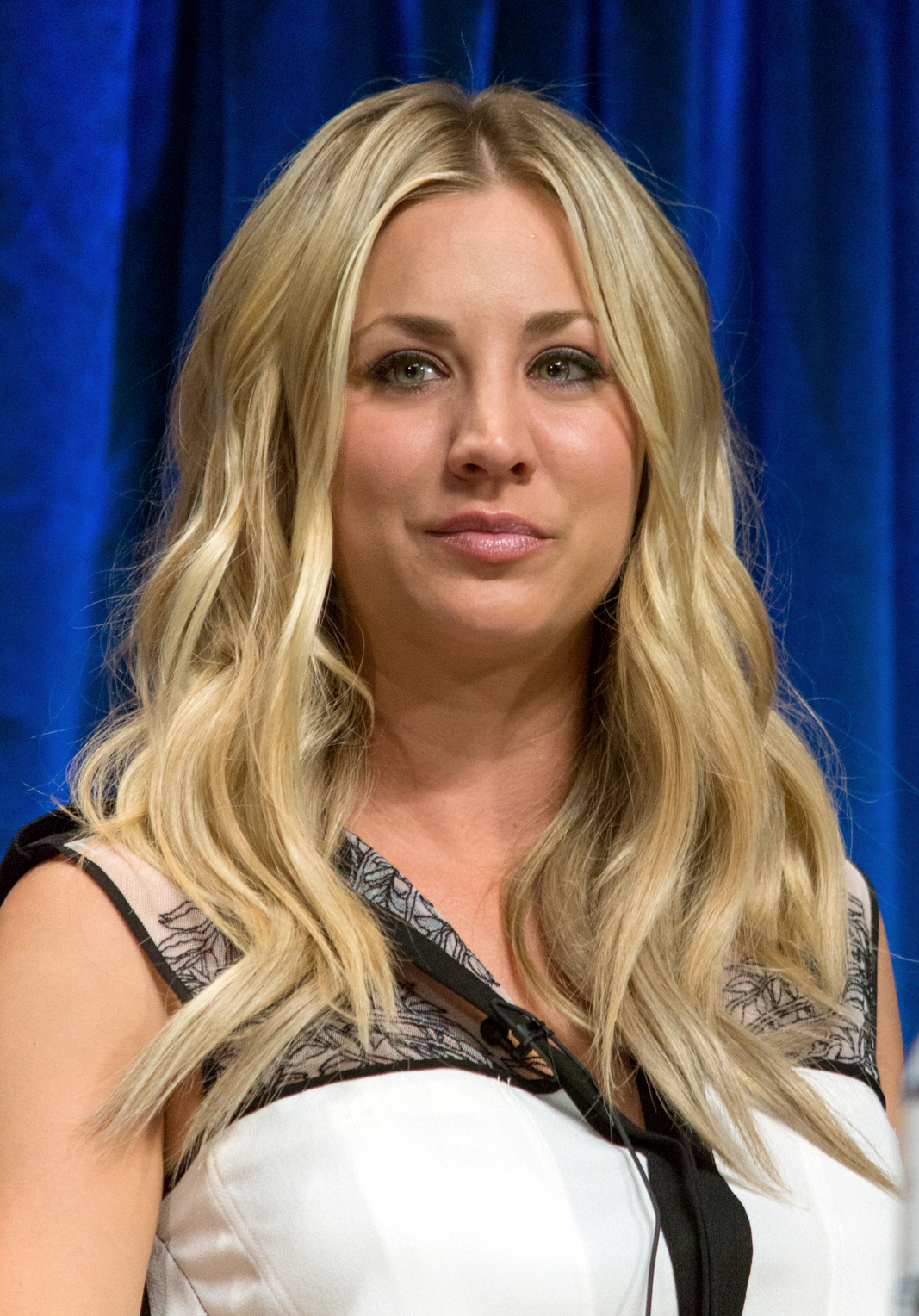
Kaley Cuoco

Penny è un'attraente ragazza bionda che vive nell'appartamento di fronte a quello di Leonard e Sheldon, e che si mantiene lavorando come cameriera alla Fabbrica del Cheesecake, un locale dove i ragazzi si recano tutte le settimane a mangiare.
A differenza degli amici, è una persona spigliata e alla moda, a tratti superficiale, che nutre scarso interesse per il mondo nerd, ma che trova ugualmente piacevole passare del tempo assieme ai vicini di pianerottolo, così diversi dagli uomini che di solito frequenta – anche se sovente le sue sortite nell'appartamento di Leonard e Sheldon sono dettate dalla mancanza di cibo nel suo frigo. Nutre il sogno di diventare un'attrice cinematografica, ma nella realtà il suo talento recitativo appare piuttosto carente, e le uniche parti di un qualche rilievo che riesce a ottenere si limitano a degli spot pubblicitari. È l'unica che ogni tanto riesce a prendere alla sprovvista Sheldon (da cui è mal sopportata), proponendogli banali domande di carattere sociale. Non si conosce il suo cognome.

### Howard Wolowitz

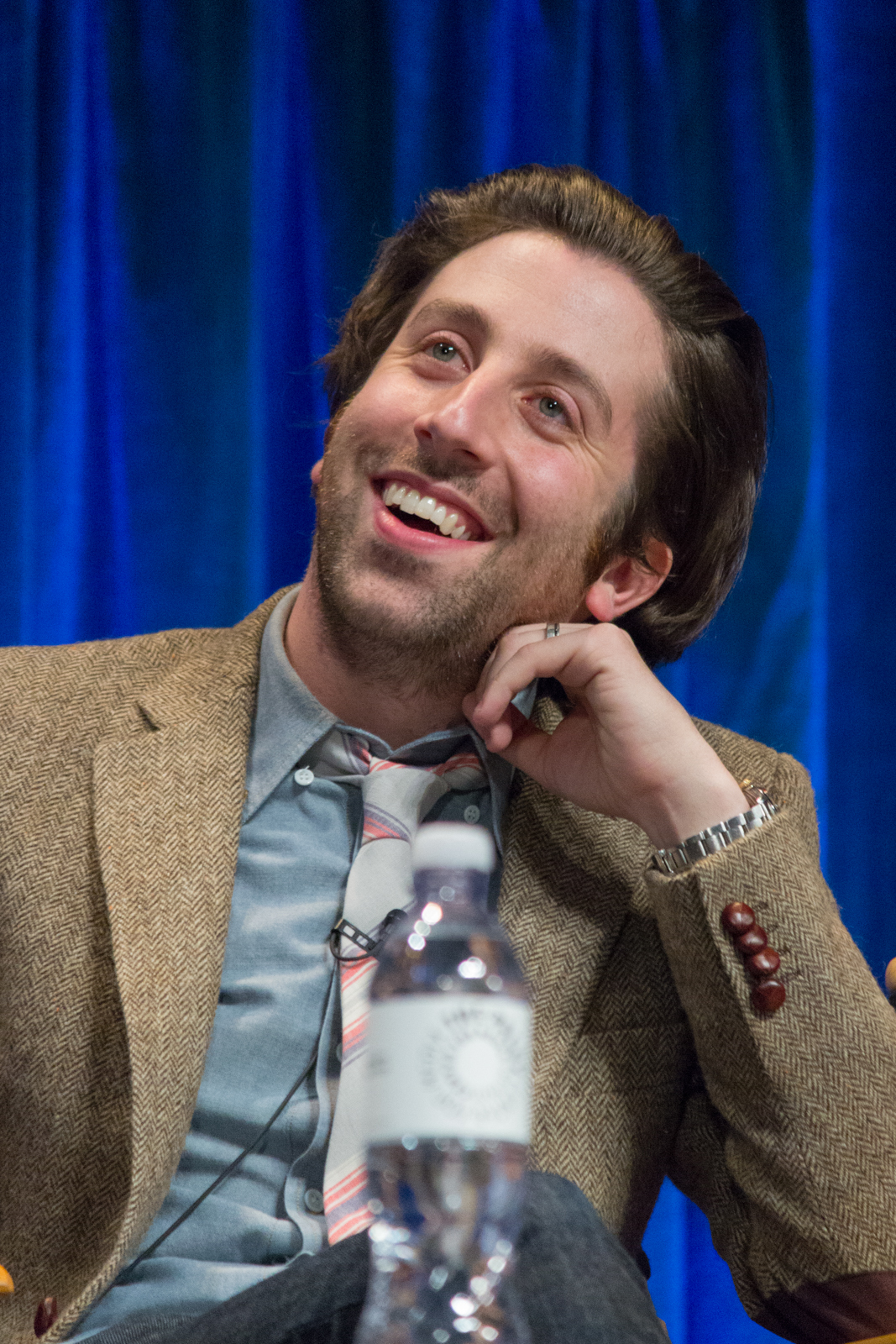
Simon Helberg

Howard Wolowitz è un giovane ingegnere che lavora nel campo aerospaziale. I congegni da lui progettati, che sovente vengono utilizzati a bordo dello Space Shuttle o sulla Stazione spaziale internazionale, sono il suo vanto di fronte agli amici. È l'unico del gruppo a non aver conseguito un dottorato di ricerca, ma soltanto una laurea magistrale.
Si presenta con una pettinatura a caschetto e un abbigliamento appariscente e vecchio stile (caratterizzato dall'onnipresente dolcevita), che gli fanno assumere un look tipico degli anni Sessanta. È ebreo, ma non dà troppo peso ai dettami della sua religione. Vive con l'invadente e insopportabile madre. Crede di poter avere successo con le donne, convinzione smentita a ogni rifiuto. È poliglotta e spesso tenta di abbordare una ragazza con frasi a effetto in lingua straniera; tra i suoi trucchi per far colpo sull'altro sesso c'è inoltre l'illusionismo, essendo un mago provetto. Ha una passione smodata per le fibbie delle cinture e ne colleziona molti modelli diversi; possiede inoltre diversi gadget provenienti dal mondo dei fumetti e del cinema.
È il miglior amico di Rajesh Koothrappali (tanto che la madre di Leonard avanzerà l'ipotesi di un legame quasi omosessuale) e, nell'ultimo episodio della quinta stagione, si sposa con Bernadette Rostenkowski.

### Raj Koothrappali

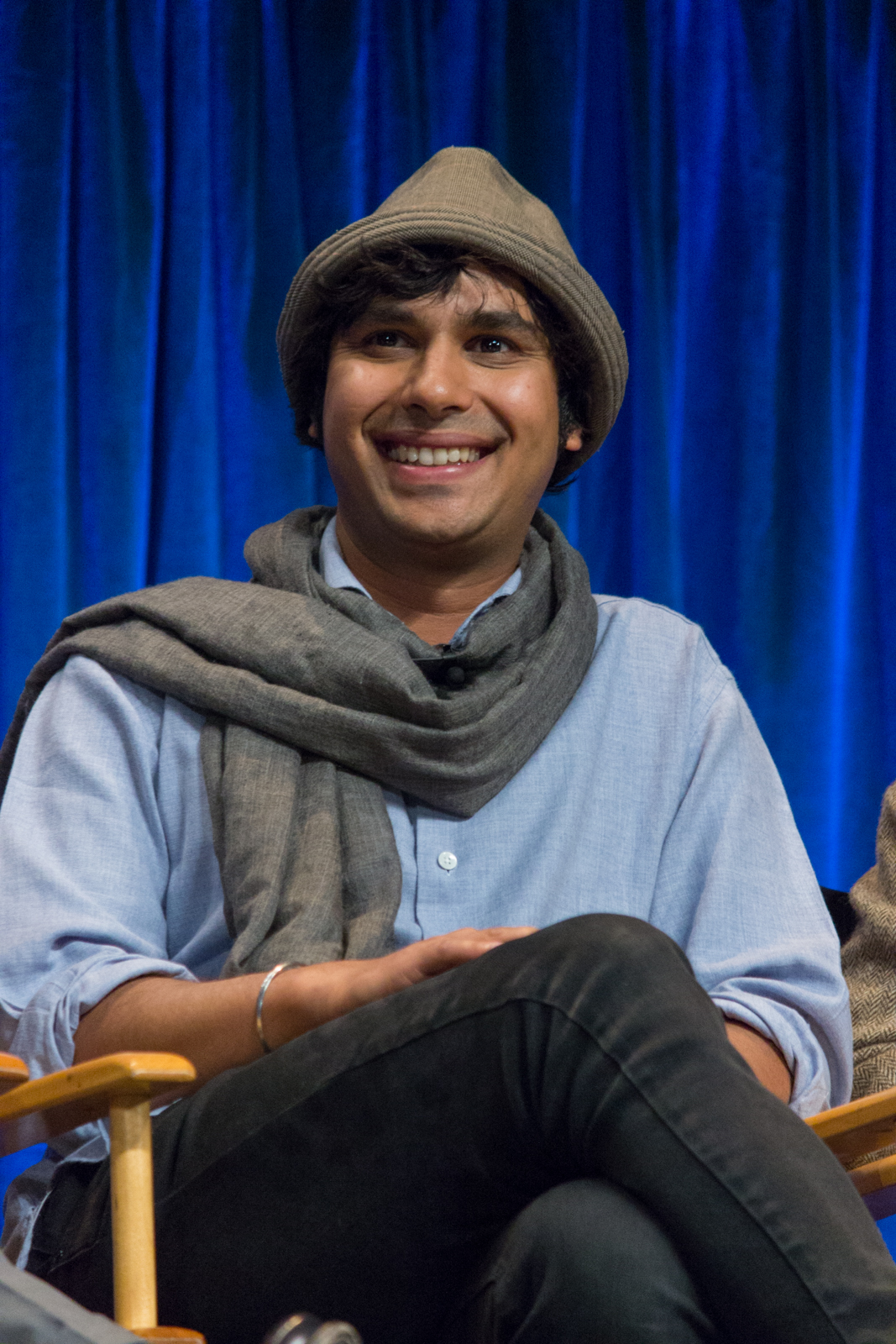
Kunal Nayyar

Rajesh Koothrappali è un giovane fisico, originario di Nuova Delhi, che lavora nel campo dell'astrofisica. La sua particolare caratteristica è che ammutolisce di colpo in presenza di una qualsiasi donna (a parte quelle della sua famiglia), soffrendo infatti di una rara forma di mutismo selettivo; per porvi rimedio, scopre casualmente di ritrovare spigliatezza nel parlare assumendo anche solo un po' d'alcool.
Si tiene in contatto tramite webcam coi facoltosi genitori, i quali decidono ancora per lui cosa può e non può fare. Come il suo miglior amico Howard, anche Raj non segue i dettami della sua religione induista, cercando anzi di integrarsi nella cultura americana (mostrando a tratti un comportamento metrosessuale), nonostante a volte faccia pesare agli amici una sorta di razzismo nei suoi confronti.

### Leslie Winkle

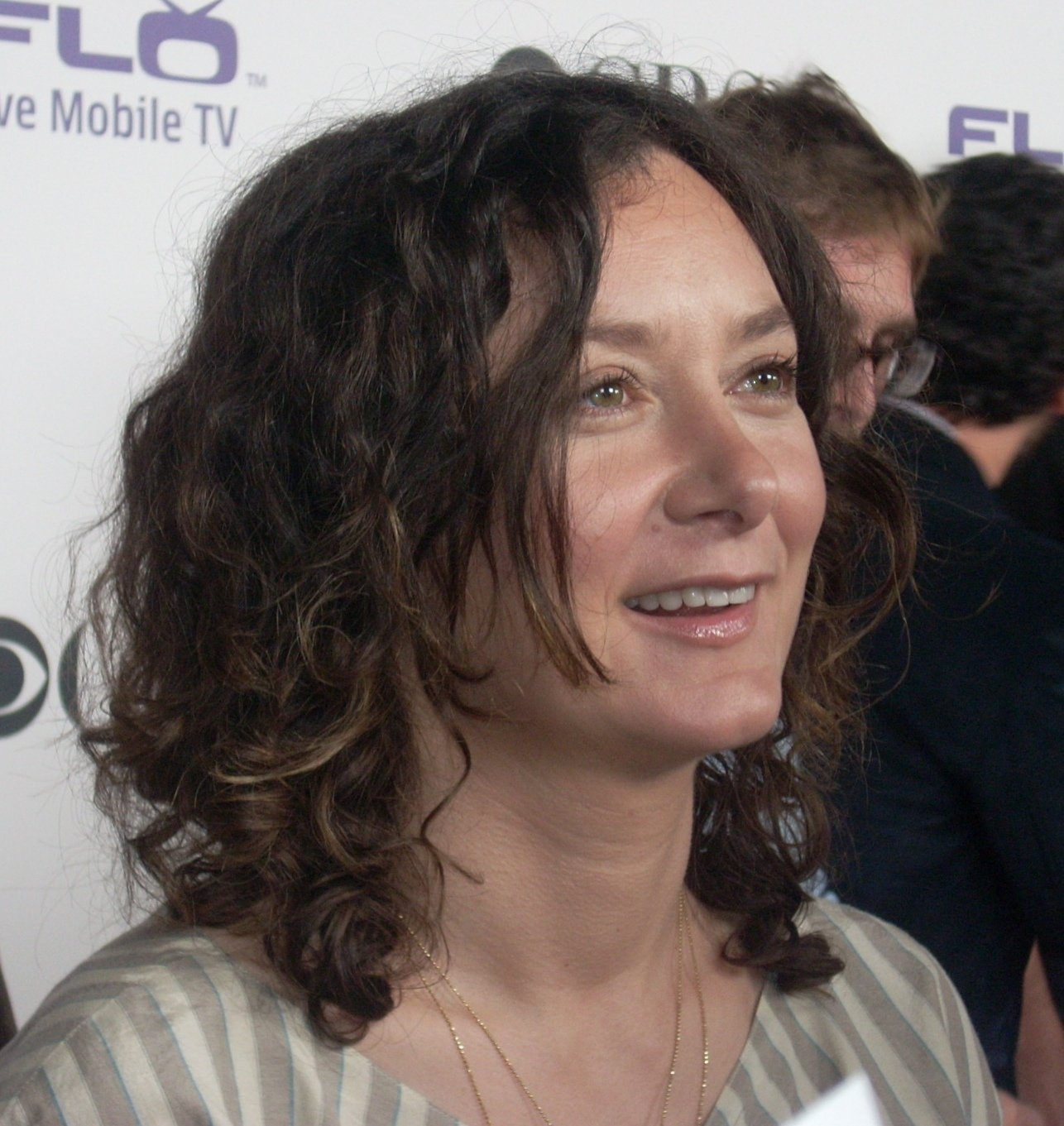
Sara Gilbert

Leslie Winkle è una collega di lavoro di Leonard e Sheldon all'università, anche lei attiva nel campo della fisica. Ha un carattere piuttosto particolare, infatti pur inserendosi a pieno titolo nel mondo nerd non disdegna le relazioni con l'altro sesso, verso cui si mostra decisamente emancipata e promiscua; non di rado interviene nei discorsi con battute a doppio senso, o zeppe di riferimenti esplicitamente sessuali.
Si rapporta agli altri con un modo di fare altezzoso e arrivista. Sheldon la odia perché è costretto ad ammetterne la grande intelligenza, arrivando a percepirla come una rivale nel suo ambito di ricerca; sentimento reciproco nutre Leslie, che non perde occasione per tacciare il collega di esserle intellettualmente inferiore. Ha più in simpatia Leonard e Howard, con cui in tempi diversi instaura delle relazioni altalenanti prettamente a livello sessuale.

### Bernadette Rostenkowski

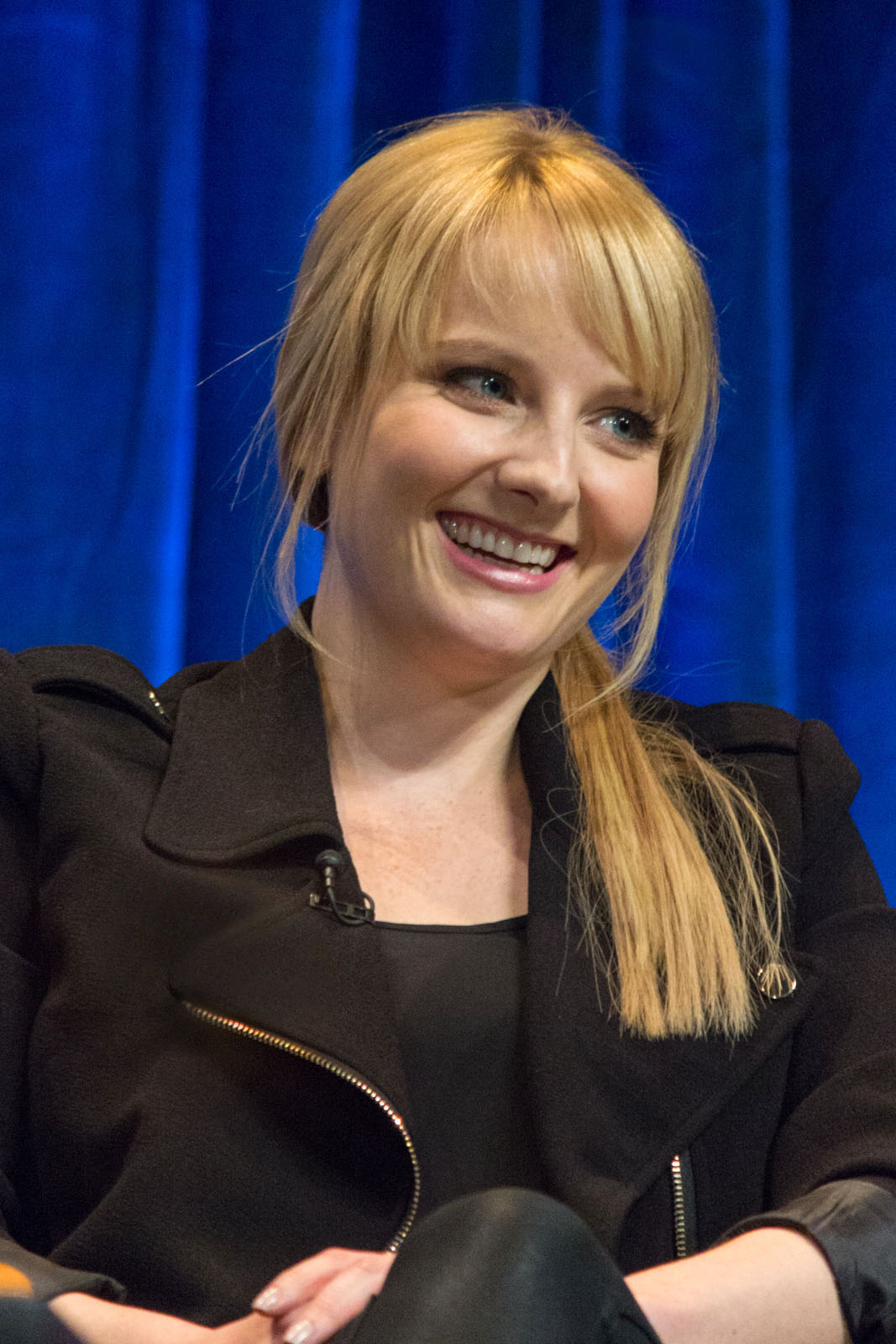
Melissa Rauch

Bernadette Rostenkowski è una giovane ragazza che, per mantenersi agli studi in microbiologia, lavora alla Fabbrica del Cheesecake come cameriera assieme a Penny. Proprio grazie a quest'ultima, conosce e si lega a Howard, sia pure in maniera altalenante; il sentimento tra i due è però sincero, tanto da sfociare nel matrimonio.
È una persona dal carattere tranquillo e pacato, che si rapporta in maniera fin troppo gentile con gli altri; quando però qualcosa o qualcuno le fa perdere le staffe, è capace di esplodere in alcune feroci sfuriate, mostrandosi anche molto vendicativa.

### Amy Farrah Fowler

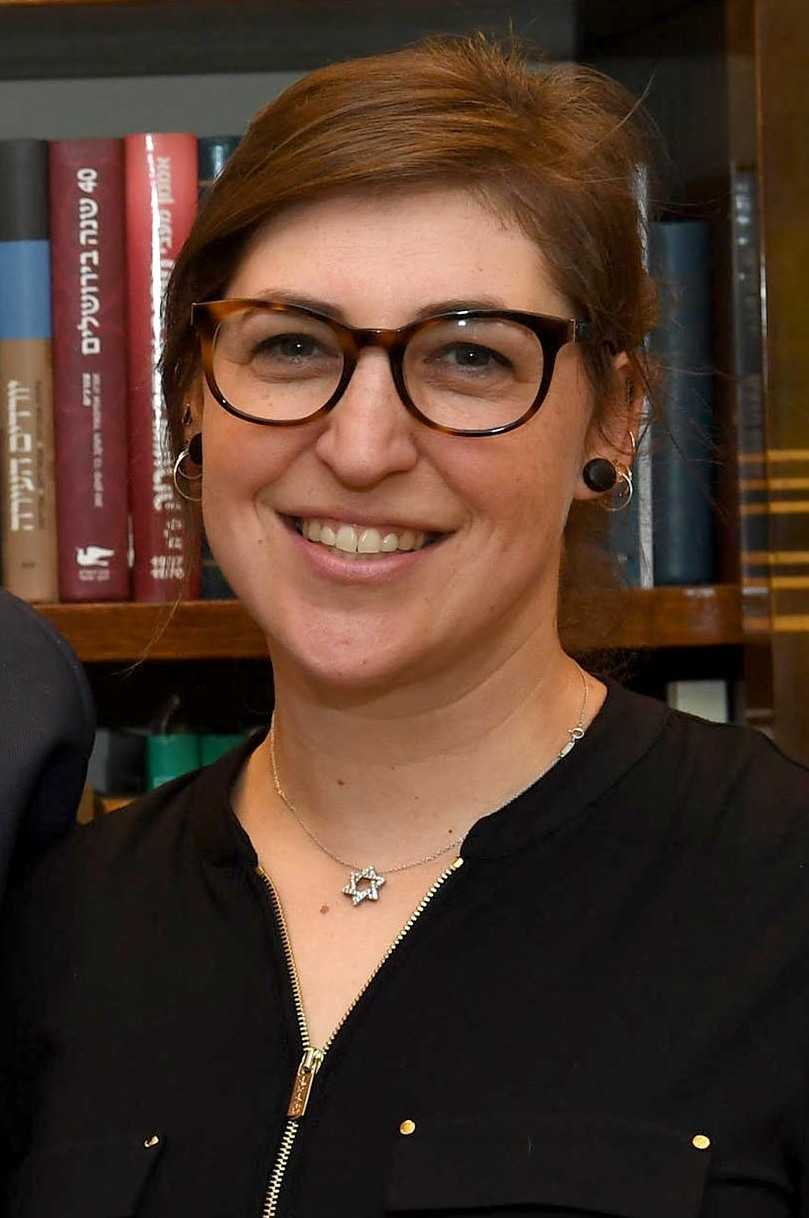
Mayim Bialik

Amy Farrah Fowler è una neuroscienziata che entra nel gruppo grazie ad Howard e Raj che, fingendosi Sheldon in un sito di incontri, organizzano un appuntamento tra i due; presto tra loro nasce un rapporto speciale fondato sulle loro somiglianze di carattere (la ragazza ha le stesse caratteristiche comportamentali del fisico).
Il loro legame è inizialmente solo intellettuale: la ragazza sembra infatti non provare alcun interesse fisico per Sheldon; successivamente, però, Amy si innamora davvero e inizia a corteggiarlo in modo serrato, facendo di tutto per assecondare le sue stranezze e implorando il contatto fisico, cosa che il ragazzo concede raramente e sempre di controvoglia. Anche le sue abilità sociali, all'inizio molto limitate, col tempo migliorano grazie alla frequentazione con Penny, di cui si ritiene (non proprio a ragione, almeno inizialmente) la migliore amica.

### Stuart Bloom
Stuart David Bloom è il proprietario e gestore del Comic Center, il negozio di fumetti dove vanno spesso i ragazzi a fare acquisti; nel suo locale ha ospitato anche tornei di carte e alcune feste in maschera. È molto bravo a disegnare e ha frequentato la Rhode Island School of Design. È molto insicuro, e il fatto che il suo negozio vada molto male lo costringe ad andare dallo psicologo e ad assumere degli psicofarmaci. La crisi del suo locale, dovuta anche alla concorrenza di Internet (che vende la sua stessa merce a prezzi più bassi), lo obbliga a vivere in uno stanzino dello stesso, a quasi non mangiare carne o a lavarsi poco.
Alla fine della settima stagione il suo negozio di fumetti va a fuoco, quindi perde contemporaneamente lavoro e casa. Riesce a risolvere entrambi i problemi accettando di fare da infermiere personale alla madre di Howard, con cui va sorprendentemente d'accordo. I due inizieranno a maturare uno strano rapporto di dipendenza, talvolta come madre/figlio, talvolta come una relazione sentimentale, e questo mette molto a disagio Howard, il quale, come gli altri, lo troverà inappropriato. La signora Wolowitz gli presta anche i soldi e dei mobili della sua casa per riaprire ed arredare il suo negozio di fumetti.
Dopo la morte della signora Wolowitz, Stuart continua a vivere nella sua casa, dove nel frattempo si sono trasferiti Howard e Bernadette. I tre vivono insieme in uno strano rapporto perché i legittimi proprietari della casa vorrebbero mandarlo via, ma hanno troppa pena di lui per farlo; alla fine però sarà il ragazzo stesso ad andarsene, causando sorprendentemente in loro un senso di mancanza come se se ne fosse andato loro figlio. Nella decima stagione Stuart torna a vivere con la coppia dopo essere stato sfrattato, dimostrandosi un ottimo babysitter per la loro figlioletta Halley e anche per il piccolo Neil.

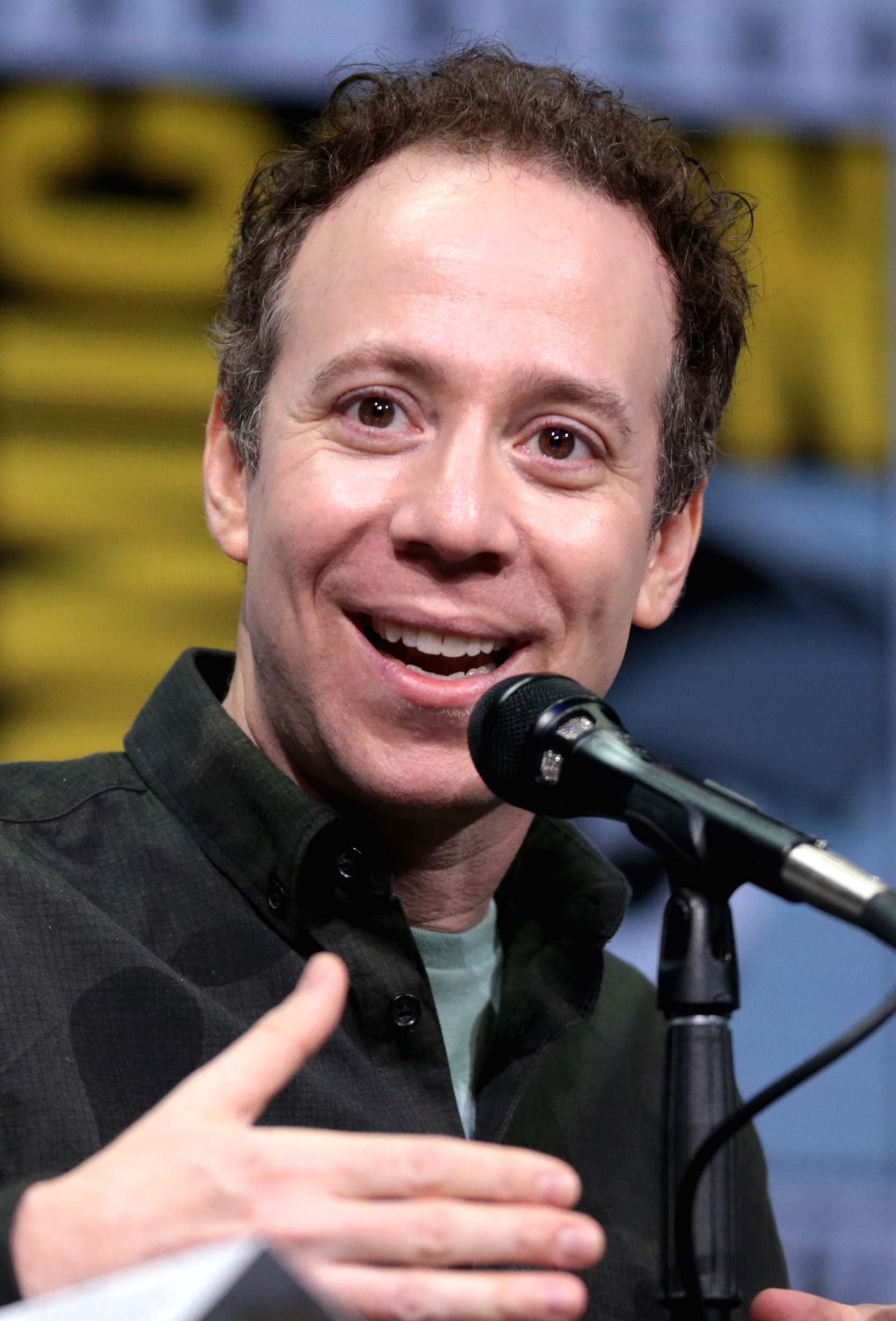
Kevin Sussman

Stuart è uscito con Penny con scarso successo in quanto lei ancora pensava a Leonard, tant'è che ne pronuncia il nome mentre erano in atteggiamenti intimi. Tenta di frequentare anche Amy, che però non è minimamente interessata a lui se non per far ingelosire Sheldon. Dopo che Howard parte per una missione spaziale, Stuart ne diventa di fatto il "rimpiazzo" nel gruppo, in particolare per Raj (il miglior amico di Howard); dopo il rientro sulla Terra di Howard, Stuart continua comunque a rimanere nel gruppo e a passare il tempo con Raj, visto che Howard è ormai sposato con Bernadette e ha meno tempo per gli amici.
Stuart, a differenza degli altri personaggi, compie un'evoluzione caratteriale inversa, passando dall'essere un normale ragazzo appassionato di fumetti ad un nerd disadattato e impacciato nelle relazioni sociali. Alla sua prima apparizione, nella seconda stagione, viene definito da Penny "un ragazzo carino, per essere uno a cui piacciono i fumetti", e riesce a rimediare abilmente un appuntamento con lei, sembrando addirittura "meno sfigato" di Leonard e del resto del gruppo. Nella terza stagione Stuart lascia intendere di essere ancora innamorato di lei.
Tuttavia dalla quarta stagione in poi il personaggio subisce un declino costante; la sua fumetteria inizia a registrare bassi incassi e lui è costretto a trasferirsi lì. Nella quinta stagione tenta un disperato approccio su Amy, che si rivela fallimentare. Nella sesta stagione sembra in tutto e per tutto uguale a Raj: fatica a parlare con le donne e ad approcciarsi a loro. Stuart è l'unico personaggio della serie che non ha avuto un'evoluzione positiva, fino a quando, nell'undicesima stagione, la sua fumetteria viene rilanciata grazie ad un'ottima recensione fornita da Neil Gaiman; grazie a questo, il negozio torna a riempirsi di clienti, tanto che Stuart ha bisogno di aiuto in negozio e, così, incontra Denise, una giovane donna appassionata di fumetti che diventa una sua dipendente e con cui inizia una relazione che diventerà sempre più seria, rendendolo sicuro di sé. I due andranno anche a vivere insieme.

### Emily Sweeney
Emily Sweeney è una dermatologa che Raj ha conosciuto in Internet. L'astrofisico all'inizio, per la troppa timidezza, cerca di incontrarla tramite Amy, che le diventa amica, ma l'indiano rovina tutto. Reincontrandola per caso, trova il coraggio di parlarle e i due iniziano a uscire insieme. Quando la ragazza insieme a Raj esce in doppio appuntamento con Howard e Bernadette si scopre che ha già conosciuto l'ingegnere, l'appuntamento col quale si era interrotto subito perché lui le intasò il bagno. È ostile a Penny per aver avuto una "notte" con Raj. Più volte viene sottolineata la sua passione per il macabro, come il provare pulsioni sessuali quando guarda film dell'orrore, l'essere diventata dermatologa principalmente per avere la possibilità di "tagliuzzare" la pelle della gente, o l'essersi tatuata Sally, personaggio di Nightmare Before Christmas.

## Personaggi secondari

### Introdotti nella prima stagione
- Kurt (stagioni 1-2), interpretato da Brian Patrick Wade, doppiato da Fabio Gervasi.
Ex fidanzato di Penny, in un paio di occasioni cerca di riconquistarla. Nonostante Leonard ne sembri intimorito, non si è mai tirato indietro dal confrontarsi direttamente con lui.
- Eric Gablehauser (stagioni 1-2), interpretato da Mark Harelik, doppiato da Nino D'Agata.
Neodirettore del dipartimento di fisica, durante il suo insediamento all'università caccia Sheldon dopo essere stato offeso da lui; in seguito, grazie all'aiuto della madre, Sheldon viene riammesso. Si dimostra molto spesso interessato più al denaro e al prestigio sociale anziché al bene della scienza.
- Mary Cooper (stagioni 1-12), interpretata da Laurie Metcalf, doppiata da Laura Boccanera (st. 2-12) e da Silvia Pepitoni (ep. 1x4).
È la madre di Sheldon Cooper e vive a Medford, nel Texas orientale, dove frequenta assiduamente la chiesa evangelica, di cui è anche stata segretaria parrocchiale. È molto credente e non fa altro che citare Dio e la Bibbia, con disappunto della famiglia, in particolare del geniale figlio. In passato costringeva anche a pregare sempre prima di mangiare i 3 figli: George Junior e i gemelli Sheldon e Missy. Era molto innamorata del marito, nonostante ne criticasse i comportamenti come il bere e la scarsa attenzione che aveva con Sheldon e Missy. Era molto severa coi figli quando erano piccoli, anche se quello che attirava maggiormente la sua attenzione era Sheldon, da cui riesce a farsi sempre ubbidire, sia quando era un bambino che da adulto. Dopo la morte del marito, ha intrattenuto una relazione con un parrocchiano conosciuto nel suo gruppo di preghiera ed è stata scoperta dal figlio, che li ha sorpresi in intimità.[10] È piena di pregiudizi dovuti a stereotipi su razze e religioni,[11] ma resta una donna amorevole che tratta come dei figli anche gli amici di Sheldon, rendendolo piuttosto geloso. Detesta profondamente la madre di Leonard, Beverly Hofstadter: loro due possono già apparire come vere e proprie antitesi, essendo Beverly una donna iper-razionale e insensibile, senza rispetto per chi abbia una fede; ma soprattutto, Mary non concepisce come Beverly non abbia mai concesso un solo gesto d'affetto, o anche solo un riconoscimento al proprio figlio, che invece per Mary resta e resterà sempre una delle persone che lei apprezza di più, dato che è grazie a lui che Sheldon non è rimasto solo dopo aver lasciato il tetto genitoriale[12]. Con Alfred Hofstadter, invece, Mary sviluppa un'ottima intesa, nata dal comune odio per Beverly.
- Debbie[13] Melvina[12] Wolowitz (stagioni 1-8), voce originale di Carol Ann Susi, voce italiana di Barbara Bergonzoni e di Graziella Polesinanti (ep. 1x11).
È la madre di Howard con la quale lui ha vissuto prima del suo matrimonio con Bernadette. Non compare mai sulla scena ma la si sente solo urlare da una stanza all'altra mentre parla con suo figlio, con cui ha un rapporto eccessivamente protettivo, infatti lo tratta come se fosse ancora un bambino. Similmente alla madre di Leonard, Beverly Hofstadter, è implicito che anche lei abbia, in un modo o nell'altro, rovinato l'infanzia del figlio. Dai discorsi di Howard, si scopre come Debbie lo abbia sempre obbligato a prendersi cura di lei e a farle cose per lui terribilmente sgradevoli e imbarazzanti, come lavarla o massaggiarle le gambe. Anche se lui le vuole bene, sogna da sempre il potersene andare di casa, ma non ha mai potuto, dato che lei ha sempre fatto leva sui suoi sensi di colpa per impedirglielo. Nonostante questo, anche lei, come Mary Cooper, vuole molto bene agli amici del figlio. Muore nel sonno, mentre si trova in Florida a far visita a dei parenti. Veniva descritta come una donna brutta, obesa e pigra, ma nonostante ciò, trattava molto bene gli amici del figlio. Ha avuto delle difficoltà ad accettare Bernadette come nuora e che Howard andasse nello spazio ed era molto affezionata a Stuart, che lavorava per lei come badante, ma i due avevano sviluppato un rapporto quasi morboso e piuttosto bizzarro, rendendo Howard geloso.
- Signor Koothrappali (stagioni 1-12), interpretato da Brian George, doppiato da Nino D'Agata (st. 1-8) e da Mario Cordova (st. 10-12).
È il padre di Raj, facoltoso ginecologo che conduce una vita decisamente opulenta, tra belle macchine e servitù. Nell'episodio La catalizzazione del benessere Sheldon, che ha autenticato dei documenti bancari per Raj, rivela agli altri membri del gruppo che sono molto più ricchi di quanto sapessero. Nell'ottava stagione Raj scopre che i suoi genitori hanno divorziato a causa delle loro costanti diatribe. Il padre cerca di spingere Raj a diventare più indipendente, e ci riuscirà quando il figlio rinuncerà alla cospicua paghetta che, nonostante l'età, ancora gli versava.
- Signora Koothrappali (stagioni 1-8), interpretata Alice Amter, doppiata da Anna Rovacchi.
È la madre di Raj e dei suoi 5 fratelli. La madre del ragazzo vorrebbe che Raj sposasse una donna indiana, mentre il padre è di più larghe vedute su questo argomento. Nell'ottava stagione Raj scopre che i suoi genitori hanno divorziato a causa delle loro costanti diatribe.
- Melissa "Missy" Cooper (stagioni 1-11), interpretata da Courtney Henggeler, doppiata da Selvaggia Quattrini.
È la sorella gemella di Sheldon. Durante l'infanzia era sovente prenderlo in giro e bullizzarlo, ma a dispetto di tutto tiene molto al fratello. È madre di due figli, il primo è nato in casa Cooper per volere di Mary e Sheldon è stato costretto ad assistere al parto.

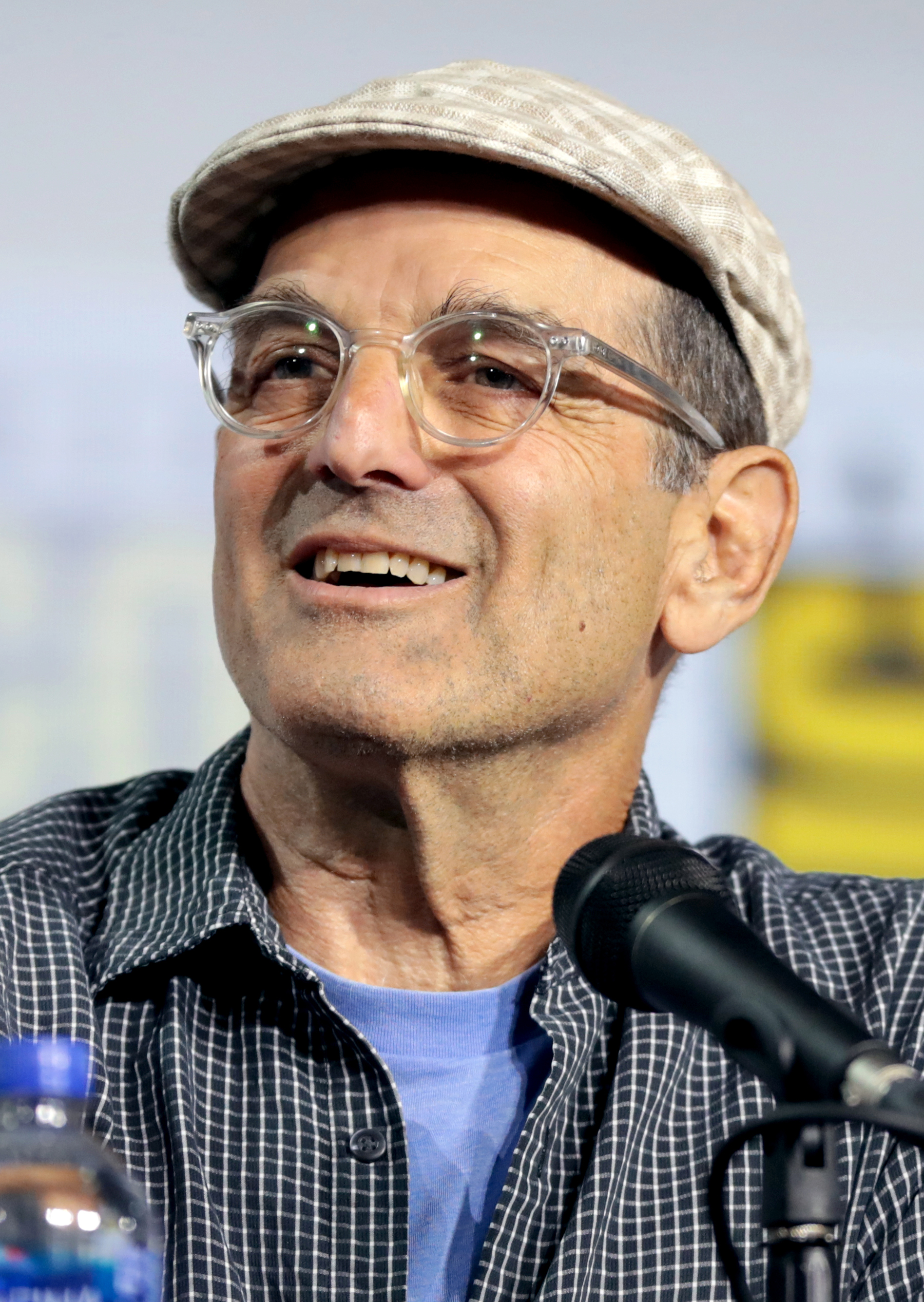
Mark Harelik interpreta Eric Gablehauser
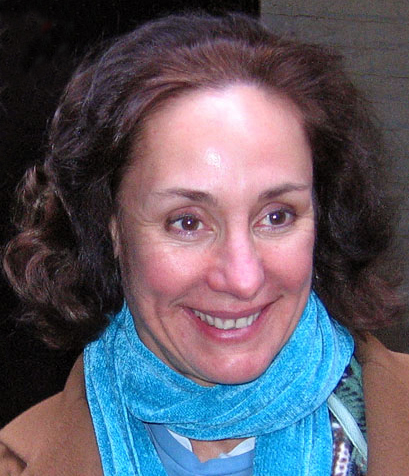
Laurie Metcalf interpreta Mary Cooper
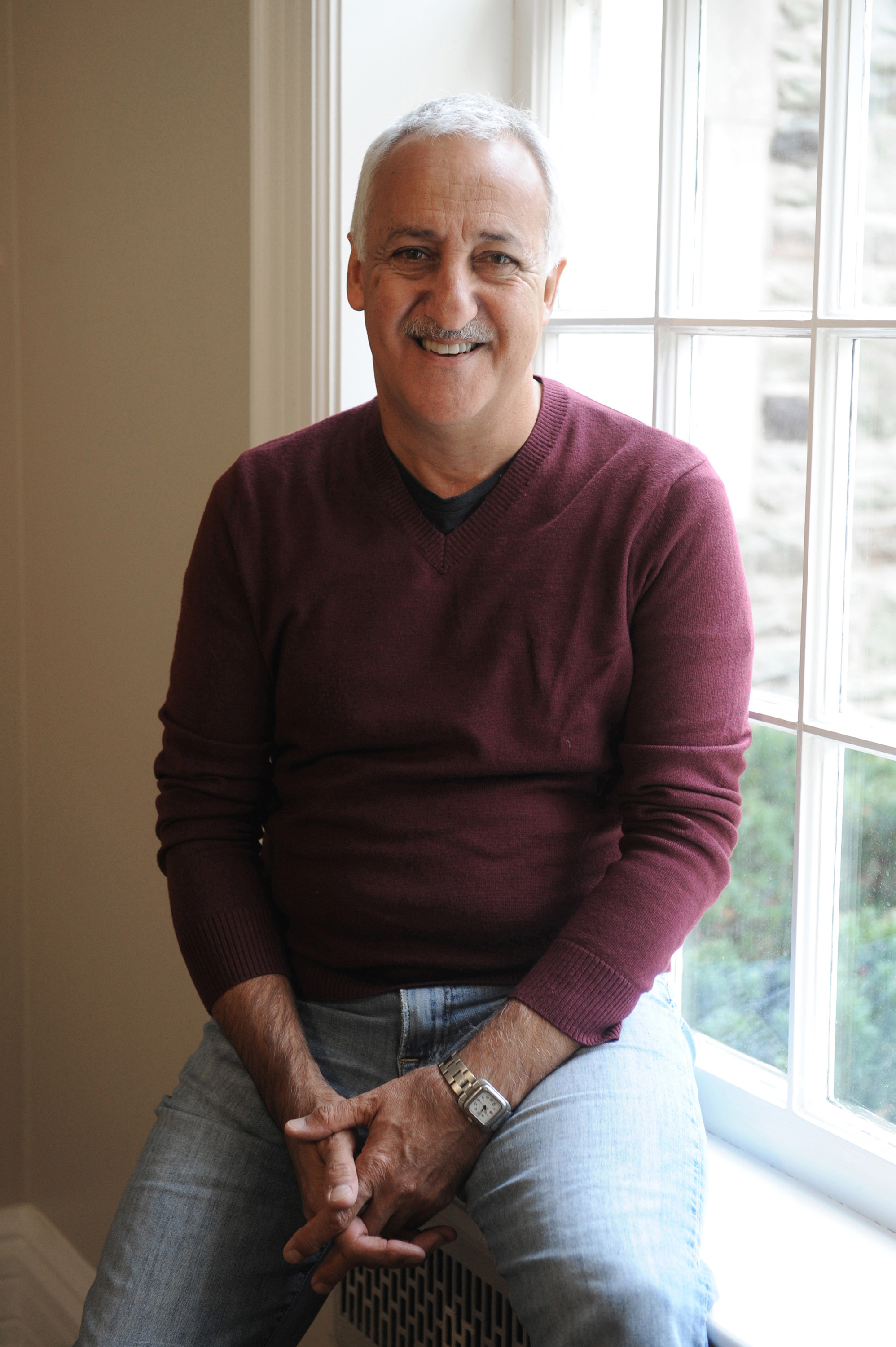
Brian George interpreta il signor Koothrappali

### Introdotti nella seconda stagione
- Ramona Nowitzki (stagioni 2-11), interpretata da Riki Lindhome, doppiata da Domitilla D'Amico (st. 10-11).
Giovane studentessa da sempre ammiratrice di Sheldon e del suo lavoro, tanto da esserne ossessionata. Sheldon non sembra accorgersi del fatto che lei è infatuata di lui, prendendone atto solo dopo che lei lo bacerà, nonostante sia fidanzato con Amy.
- Stephanie Barnett (stagione 2), interpretata da Sara Rue, doppiata da Francesca Guadagno.
È una dottoressa abbordata da Howard con la scusa di farle guidare il Mars Rover, ma intraprende una relazione con Leonard. Molto apprezzata da Sheldon per l'apporto che può dare al gruppo, sparisce, molto probabilmente lasciata da Leonard, dopo che lei si trasferisce a sua insaputa a casa sua.
- Barry Kripke (stagioni 2-12), interpretato da John Ross Bowie, doppiato da Fabrizio Mazzotta.
Collega di Leonard e Sheldon all'università, è un ricercatore nell'ambito della fisica dei plasmi. Prende spesso in giro Sheldon, il quale proverà inizialmente a essergli amico senza ottenere risultati, dovendo constatare di non avere proprio nulla in comune con lui. Anche se appare chiaro come non sia più intelligente di Sheldon, spesso viene mostrato come riesca a lavorare al suo livello, ottenendo talvolta risultati anche migliori, e, a differenza sua, Kripke è assolutamente in grado di ammettere i propri limiti, come lo scarso successo sia sentimentale che sociale. È affetto da rotacismo e per questo viene fatto spesso oggetto di scherzi e prese in giro. In seguito, parteciperà all'addio al celibato di Howard e canterà al matrimonio di Sheldon.
- Beverly Hofstadter (stagioni 2-12), interpretata da Christine Baranski, doppiata da Aurora Cancian.
È la madre di Leonard. È una neuroscienziata, con una particolare specializzazione nell'ambito psicologico e nello studio del comportamento umano. Emozionalmente somiglia molto a Sheldon. Nell'episodio della terza stagione "La coerenza materna", dopo essersi ubriacata con Penny, bacia Sheldon; nello stesso episodio, Leonard scopre che ha lasciato suo padre perché quest'ultimo l'ha tradita. Fredda e anaffettiva, ha sempre trattato Leonard come una cavia per i suoi studi sin da quando lo ha concepito e non fa altro che rinfacciargli i suoi fallimenti in ambito scientifico, anche se ha ammesso di essere orgogliosa di lui per aver sposato una donna come Penny, con la quale instaurerà un piccolo rapporto amichevole. Pur essendo una neuroscienziata di fama mondiale, è anche l'unica a non capire di essere la causa sia della grave sofferenza psicologica del figlio che dell'infedeltà del marito, che si evince Beverly abbia trattato con la stessa freddezza: i tentativi del primo di instaurare un normale rapporto madre-figlio sono visti, dalla di lei contorta prospettiva, come sintomi di un profondo narcisismo e di un misterioso complesso di Edipo del quale lei non riesce a capacitarsene la causa; quando il marito la tradisce, lei, dopo un'iniziale incredulità, è furiosa per quello che lei vede, anche in questo caso, come un atteggiamento egoista ed egocentrico, senza mai mettere in dubbio il proprio atteggiamento. Quando poi scopre che il figlio non le ha rivelato del suo proposito di sposarsi con Penny, Beverly si offende nonostante, solo pochi mesi prima, lei avesse festeggiato il proprio sessantesimo compleanno senza avvertire, o invitare, Leonard ma invitando invece i fratelli di quest'ultimo e Sheldon. Dopo decenni passati a cercare di ricevere un gesto di sincero affetto da lei, Leonard lo otterrà nell'ultima stagione, quando decide di perdonarla per il modo in cui lo tratta da tutta la vita, portando Beverly ad abbracciarlo. Comunque, a differenza di Sheldon, la neuroscienziata non giunge mai davvero ad un punto in cui capisce le proprie colpe.

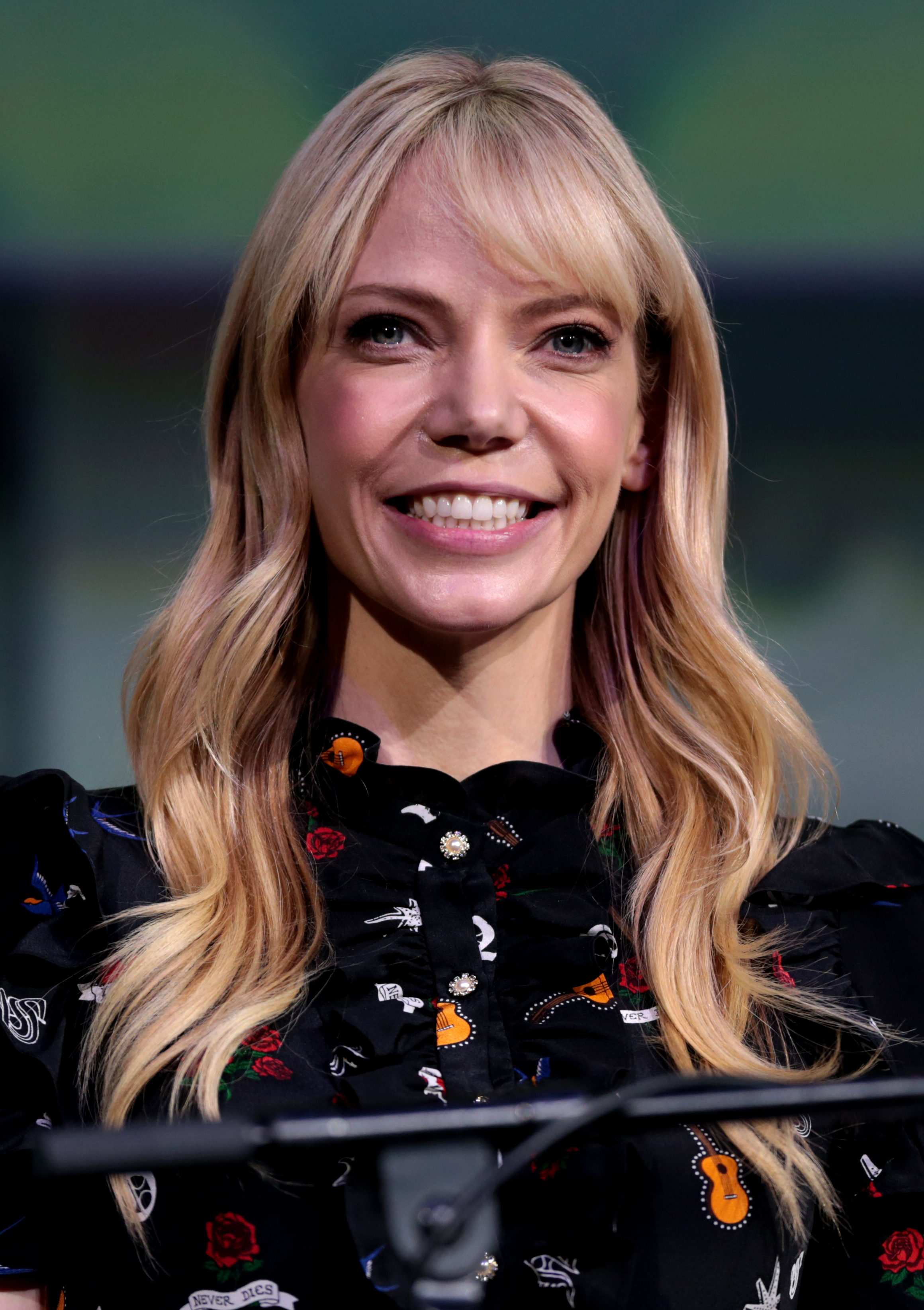
Riki Lindhome interpreta Ramona Nowitzki
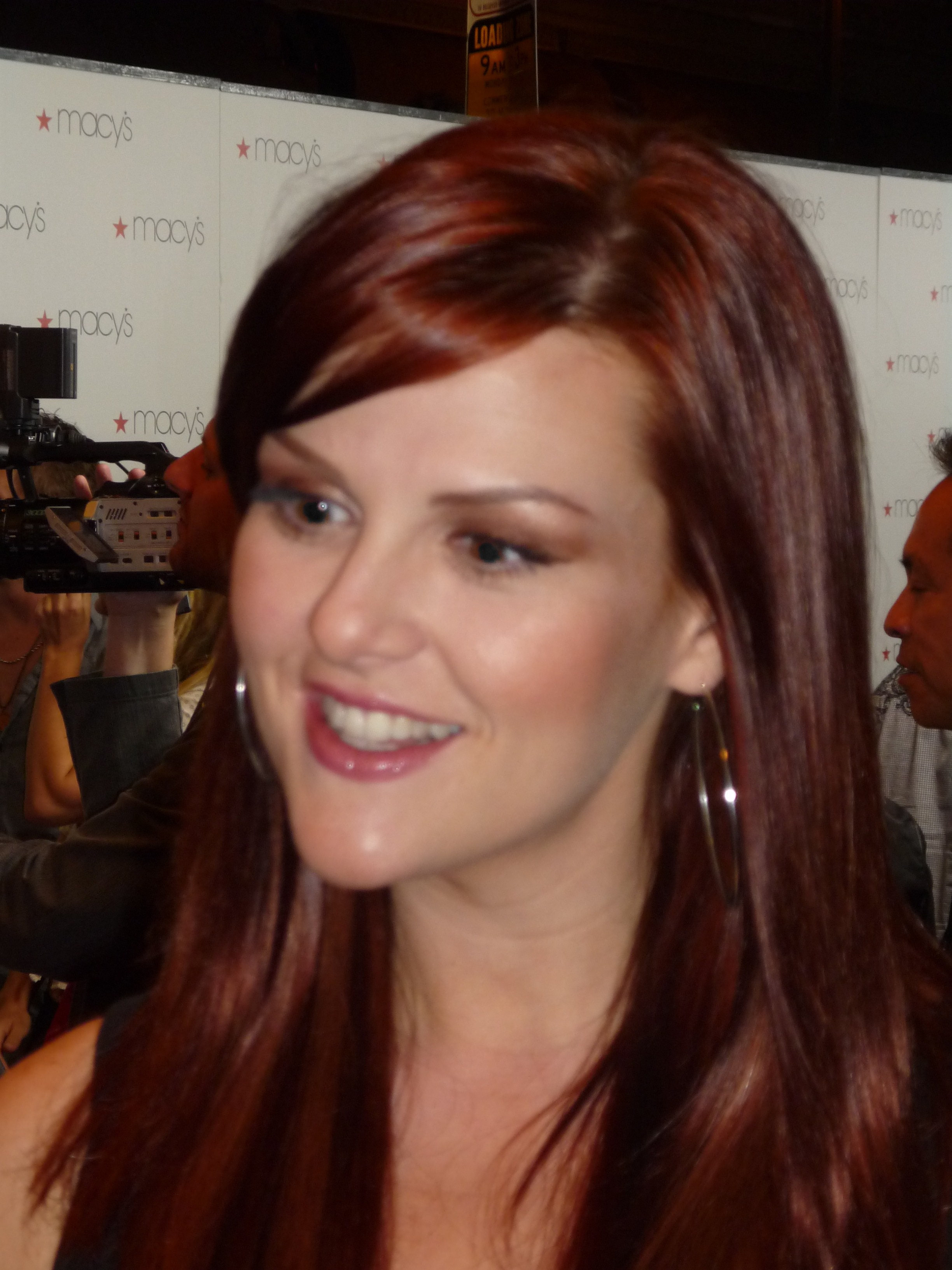
Sara Rue interpreta Stephanie Barnett
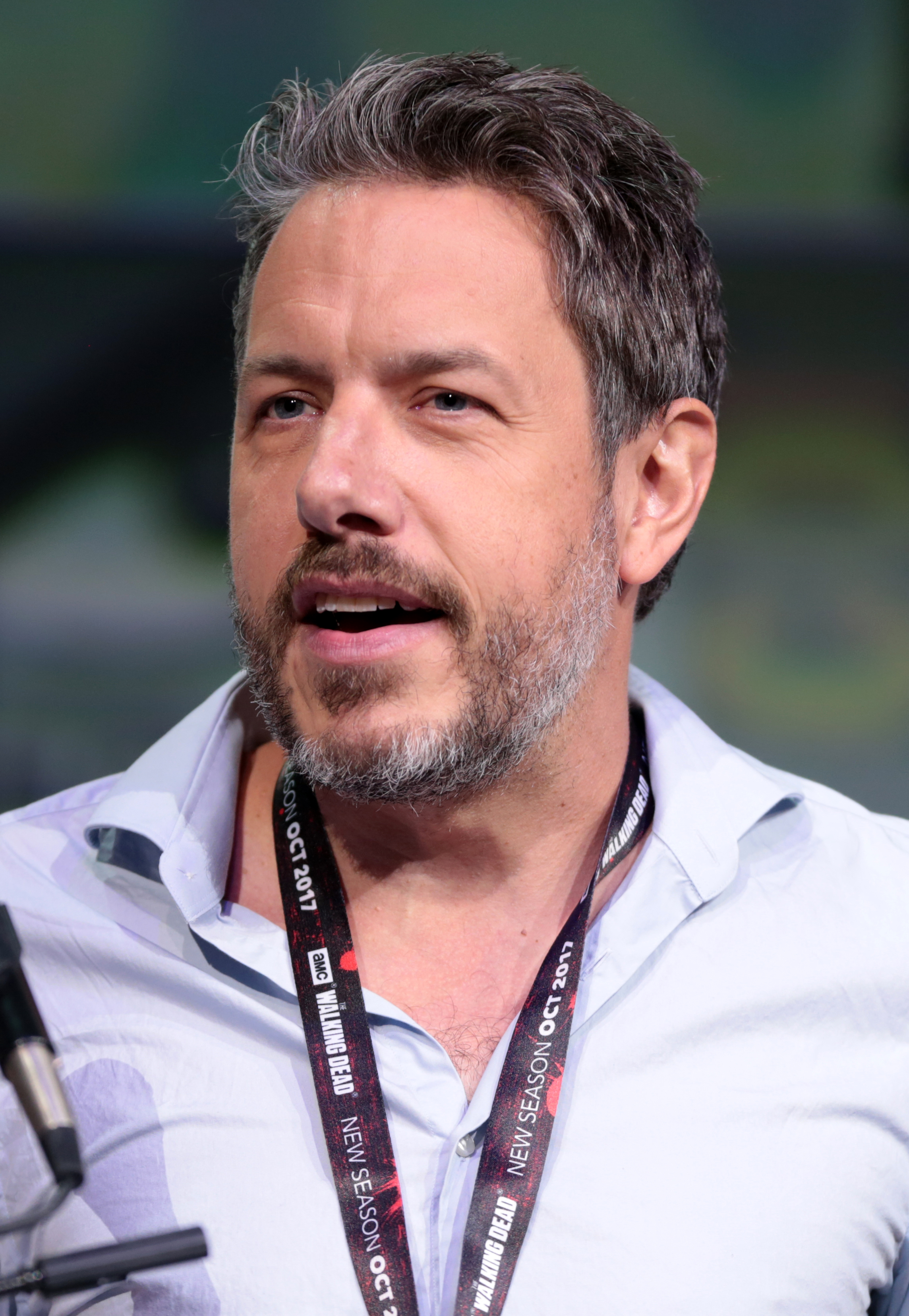
John Ross Bowie interpreta Barry Kripke
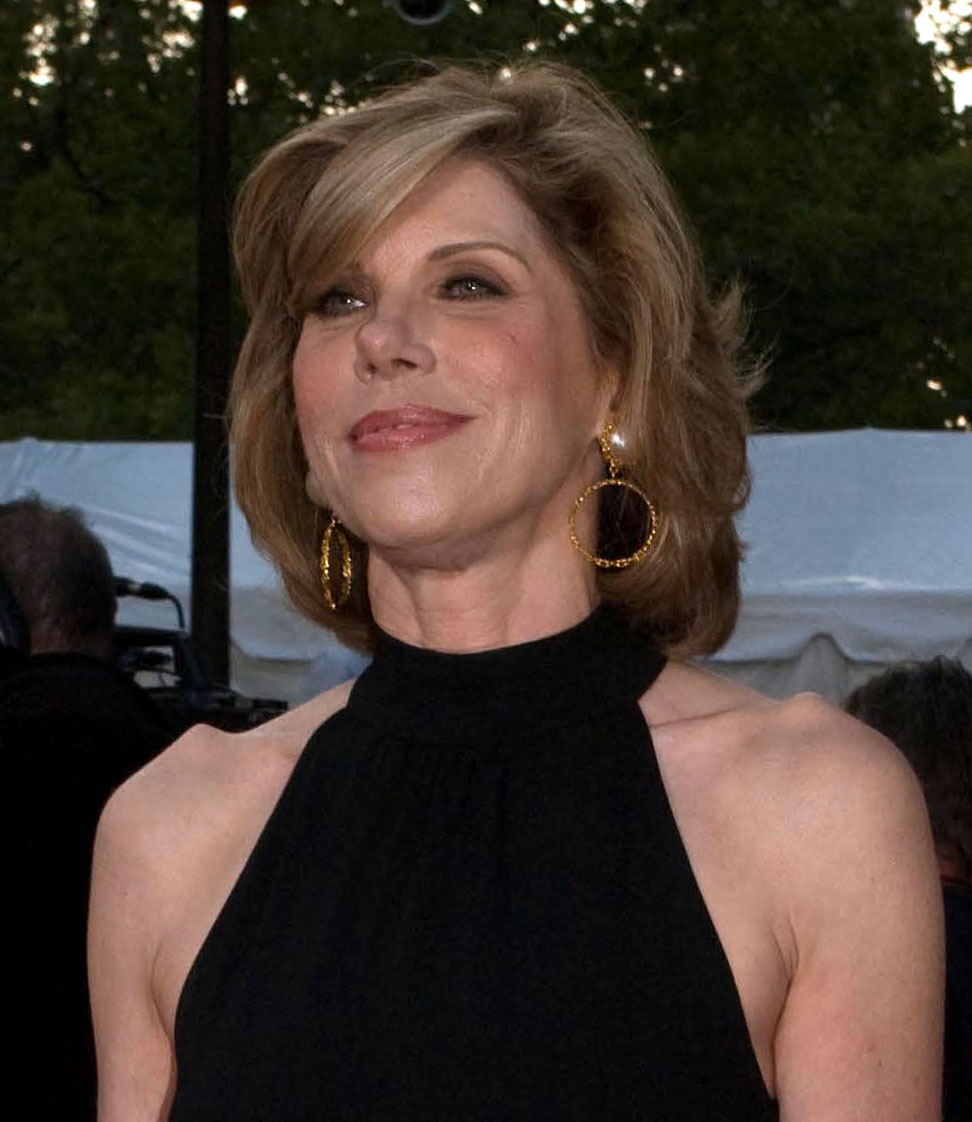
Christine Baranski interpreta Beverly Hofstadter

### Introdotti nella terza stagione
- Wil Wheaton (stagioni 3-12), interpretato da sé stesso, doppiato da Mirko Mazzanti.
È un amico di Stuart, nonché mito d'infanzia di Sheldon, che ne "venera" il ruolo di Wesley Crusher interpretato in Star Trek: The Next Generation. Ciò nonostante, inizialmente tra i due non corre buon sangue, tanto che il fisico lo inserì nella sua lista di "nemici mortali" quando anni addietro Wheaton disertò una convention di trekkie. Per i suoi comportamenti, è mal visto anche dagli altri membri del gruppo; nei primi tempi si dimostra infatti piuttosto arrogante, abusando spesso della sua fama (raggiungendo il culmine quando induce Penny a rompere con Leonard per futili motivi). Le cose cambiano col tempo, e quando Wil regala a Sheldon una action figure di Wesley Crusher per farsi perdonare, i due diventano improvvisamente amici.
- Ira Flatow (stagioni 3-11), interpretato da se stesso, doppiato da Ambrogio Colombo.
Conduttore radiofonico nella radio pubblica del programma scientifico Science Friday; ha più volte intervistato Sheldon e Leonard.
- Zack Johnson (stagioni 3-12), interpretato da Brian Thomas Smith, doppiato da Massimiliano Plinio.
È un ragazzo con cui Penny ha avuto una breve relazione. Ricompare perché lei, piuttosto confusa dopo aver rotto con Leonard, accetta di frequentarlo di nuovo per non rimanere sola. Dal fisico piuttosto prestante e di bell'aspetto, Zack è un ragazzo buono ma sostanzialmente stupido. Viene inizialmente preso in giro dal gruppo di ragazzi, che però poi lo accetterà e lo coinvolgerà in numerose situazioni divertenti. Penny, dal suo canto, smetterà di uscire con lui perché non lo trova intellettualmente stimolante; diventerà, insieme a Barry e Stuart, uno degli amici del secondo gruppo di Sheldon. Dopo qualche anno, si scopre che Zack e Penny sono in realtà sposati senza saperlo, risultato di una notte brava a Las Vegas, ma i due riescono ad annullare il matrimonio. Leonard è geloso di lui a causa del suo bell'aspetto e ha sempre paura che cerchi di portargli via Penny, ma quando viene a sapere che si è sposato con una donna bella ma stupida proprio come lui, inizierà a considerarlo un po' un amico.

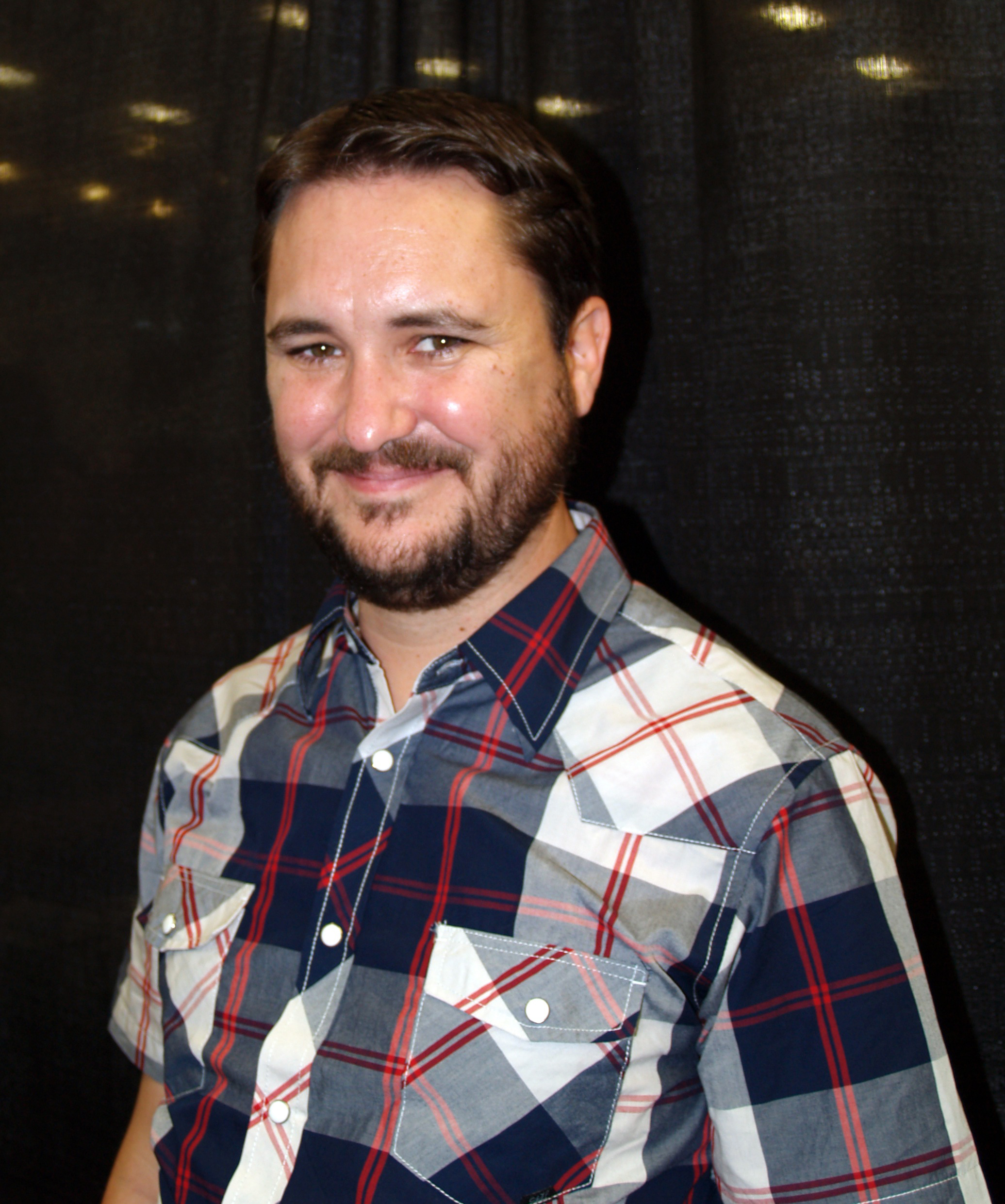
Wil Wheaton interpreta se stesso

### Introdotti nella quarta stagione
- Signora Fowler (stagioni 4-12), interpretata da Annie O'Donnell e da Kathy Bates, doppiata da Angiola Baggi.
È la madre di Amy, iperprotettiva nei confronti della figlia, che ha costretto a passare l'infanzia lontano dagli amici, temendo che potessero fuorviarla, e punendola in strani modi, come rinchiudendola nell'armadio. È dispotica anche nei confronti del marito. Per poco rischia di rovinare il matrimonio della figlia, ma Penny la ferma difendendo l'amore dei suoi amici. Inizialmente non vede di buon occhio Sheldon, ma finirà per accettarlo come genero essendo molto simili di carattere.
- Priya Koothrappali (stagioni 4-5), interpretata da Aarti Mann, doppiata da Ilaria Latini.
È la conturbante sorella di Rajesh, arrivata a Pasadena per lavorare come avvocato per un'importante casa automobilistica. È attratta da Leonard (che ovviamente la ricambia) e nel corso del sesto episodio della quarta stagione la loro relazione si trasformerà da un capriccio della bella indiana in qualcosa di più profondo. Tutto questo non manca di indispettire Raj, che vorrebbe per la sorella un fidanzato della loro stessa etnia, e Penny, che è ancora molto gelosa di Leonard. La loro storia termina all'inizio della quinta stagione, quando Priya deve rientrare improvvisamente in India ed è costretta a mantenere in piedi il rapporto con Leonard solo tramite Skype. Durante una di queste conversazioni gli confessa di averlo tradito con il suo ex e Leonard (nonostante abbia baciato a sua volta una bella ragazza conosciuta in fumetteria e si senta molto in colpa per questo) la lascia.
- Wyatt (stagioni 4-12), interpretato da Keith Carradine, doppiato da Sergio Lucchetti (st 9-12) e da Ambrogio Colombo (episodio 4x09).
È il padre di Penny, lui ha sempre cercato di educarla come se fosse un maschio, e questo l'ha portata a sviluppare molti complessi nei suoi confronti. Prova molta simpatia per Leonard, dato che lo considera l'unico ragazzo decente con cui sua figlia abbia instaurato una relazione.
- Rettore Siebert (stagioni 4-12), interpretato da Joshua Malina, doppiato da Mauro Gravina.
È il rettore del Caltech e quindi "capo" dei quattro ragazzi. Anche lui, come Gablehauser, tiene particolarmente al prestigio dell'Istituto e mira a mantenere degli ottimi rapporti con gli investitori, per questo coinvolge spesso Sheldon (di cui ha molta stima dal punto di vista professionale, ma pochissima da quello umano) in improbabili azioni "pubblicitarie" salvo poi pentirsene subito dopo quando si accorge che il ragazzo si rivela del tutto incapace di attirare una qualsiasi simpatia. È sua la decisione di inviare il gruppo in spedizione al Polo Nord.

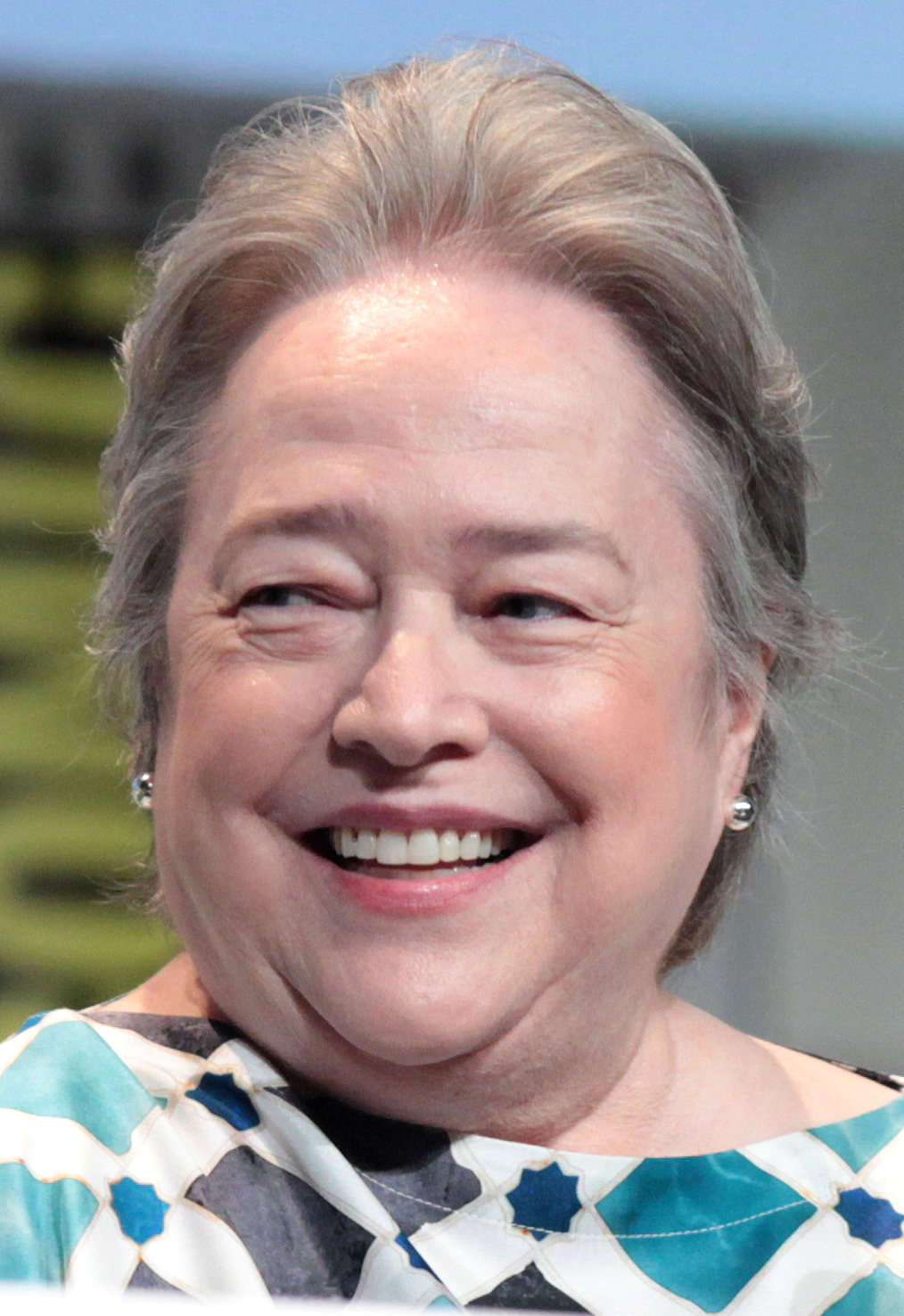
Kathy Bates interpreta la signora Fowler dall'undicesima stagione
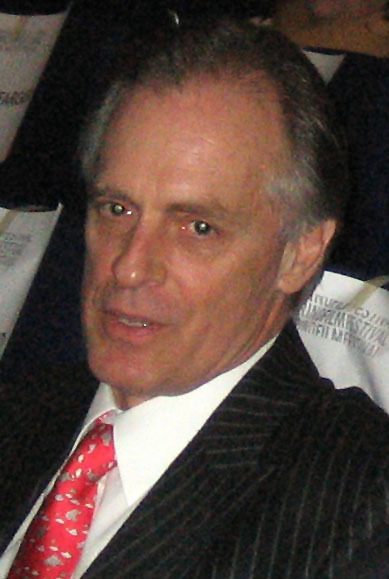
Keith Carradine interpreta Wyatt
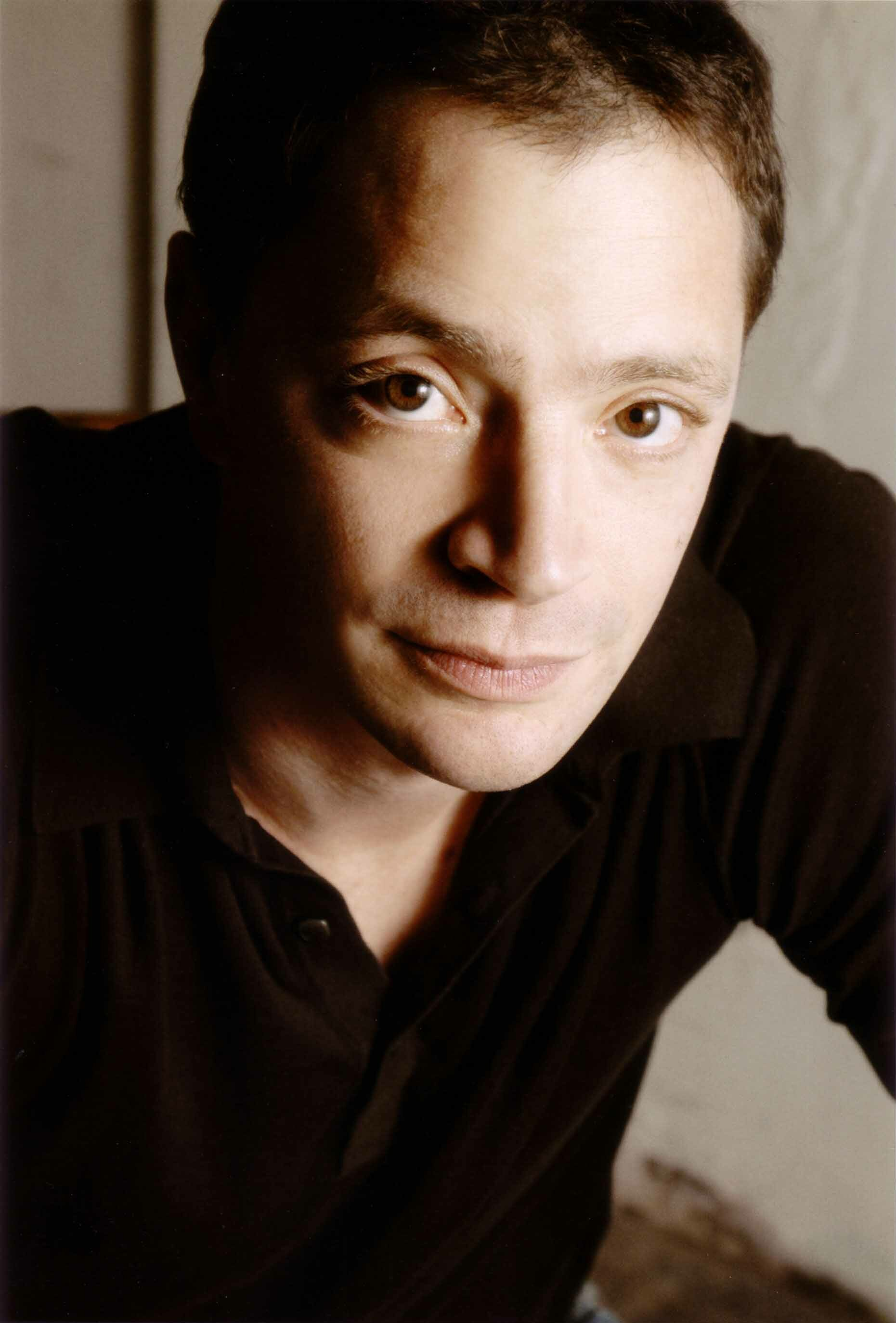
Joshua Malina interpreta il rettore Siebert

### Introdotti nella quinta stagione
- Michael Massimino (stagione 5-8), interpretato da sé stesso, doppiato da Antonio Palumbo.
È uno degli astronauti che prendono parte alla missione cui parteciperà anche Howard sulla Stazione Spaziale Internazionale. Massimino si occupa di introdurre e istruire il ragazzo alla NASA, seguendolo poi nel successivo lancio spaziale. Sarà lui ad affibbiargli il soprannome di "Froot Loops", dopo aver sentito la madre chiedergli a proposito di questi cereali durante una videochiamata, e durante la permanenza dello spazio praticherà su di lui veri e propri atti di bullismo.
- Stephen Hawking (stagioni 5-11), interpretato da sé stesso, doppiato da Massimo Lopez.
È apparso di persona in un episodio della serie e varie volte telefonicamente. Sheldon cerca più volte di inserirsi nella sua vita, sia privata che professionale, visto che lo considera il suo idolo. Si dimostra molto permaloso e non accetta di perdere o di avere torto.
- Mike Rostenkowski (stagioni 5-9), interpretato da Casey Sanders, doppiato da Stefano De Sando (st. 5) e da Michele Gammino (st. 6-9).
È il padre di Bernadette, nonché suocero di Howard. È un poliziotto in pensione. Anche se inizialmente non ha preso in simpatia il genero, alla fine ha accettato Howard nella sua famiglia. Quando Bernadette era piccola, lui era un padre poco presente a causa del lavoro e quando c'era non aiutava mai la moglie ad accudire i figli, per questo lei non vuole averne.
- Dimitri Rezinov (stagioni 5-6), interpretato da Pasha D. Lychnikoff, doppiato da Stefano Mondini.
È il cosmonauta russo che, insieme a Howard e Michael Massimino, si reca nella Stazione spaziale internazionale. I due cosmonauti prendono spesso in giro Howard chiamandolo "Froot Loops" o solo "Loops" (nell'edizione italiana, in alcuni episodi, viene chiamato "Cheerios", dato che i Froot Loops non vengono venduti in Italia e di conseguenza sono poco conosciuti). Si sente anche Dimitri chiamare Bernadette "signora Loops". Inoltre maltrattano l'ingegnere come i bulli del liceo maltrattano le matricole in vari modi, come costringendolo a pulire sempre il water o imbrattandogli la faccia mentre dorme.

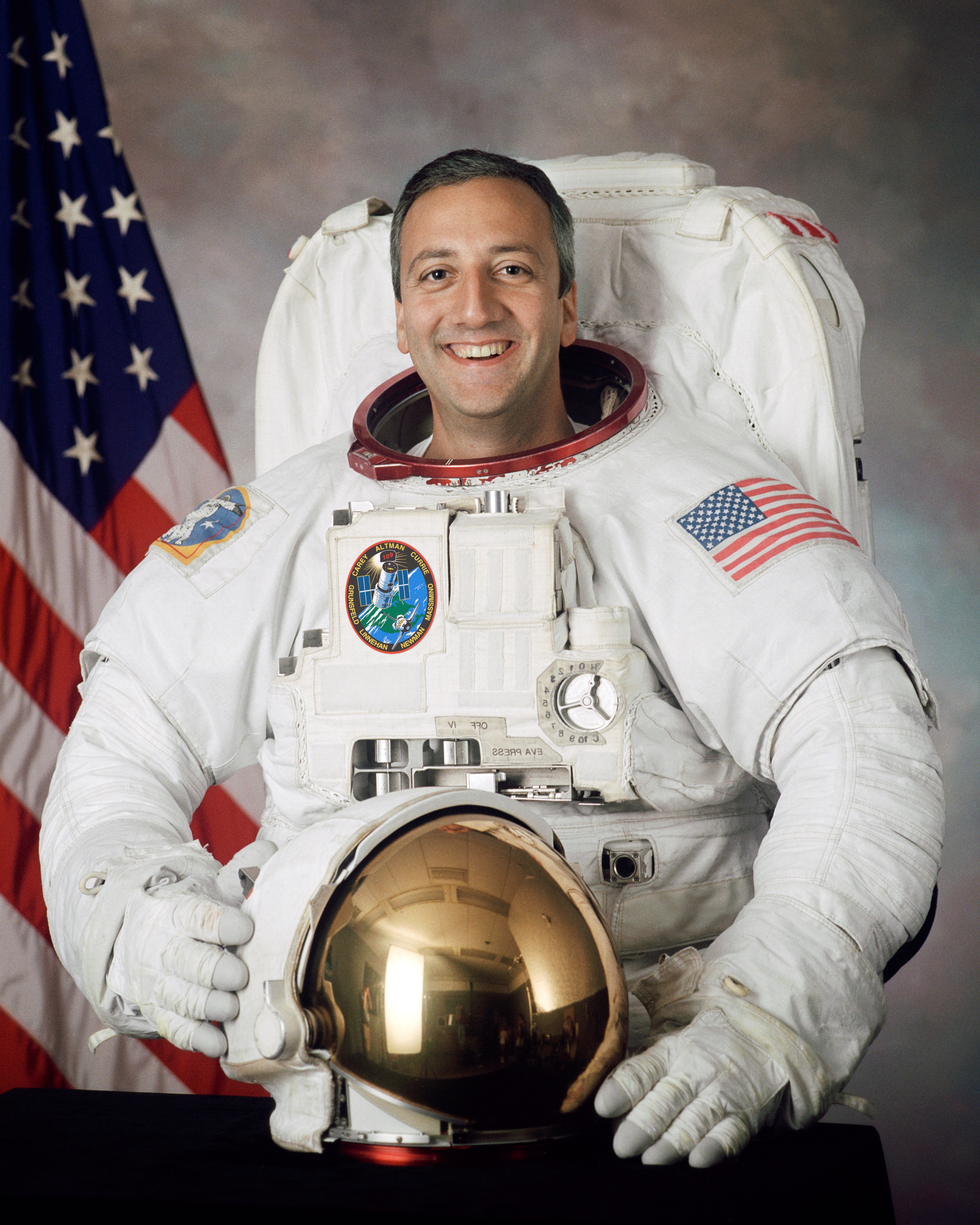
Michael Massimino interpreta se stesso
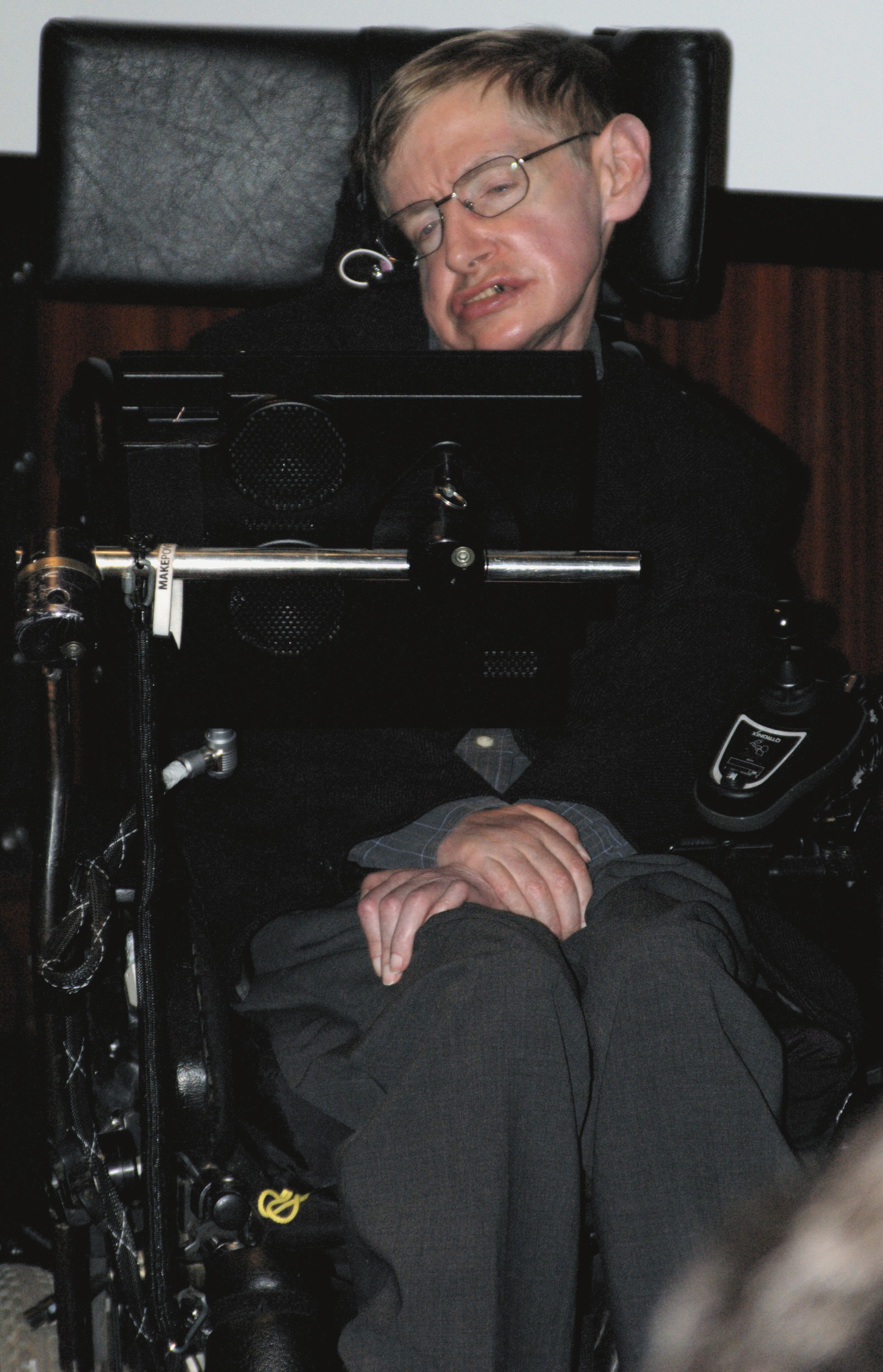
Stephen Hawking interpreta se stesso

### Introdotti nella sesta stagione
- Alex Jensen (stagione 6), interpretata da Margo Harshman, doppiata da Francesca Manicone.
È la nuova stagista assunta da Sheldon per aiutarlo all'università. È una persona molto gentile e preparata, riuscendo addirittura ad assecondare gli strani modi di Sheldon. Suo padre è uno scienziato del SETI. Inizialmente desta la gelosia di Amy, che si ricrede quando, insieme a Penny, va all'università e la vede parlare amichevolmente con Leonard facendo ingelosire Penny. In seguito mostra più o meno chiaramente di avere una cotta per Leonard.
- Janine Davis (stagioni 6-12), interpretata da Regina King, doppiata da Irene Di Valmo.
È la responsabile delle risorse umane della Caltech, l'università dove lavorano i quattro scienziati. Viene chiamata in causa da Alex Jensen quando le denuncia dei comportamenti discriminanti da parte di Sheldon, che coinvolge loro malgrado Leonard, Raj e Howard. Da quest'ultimo era già conosciuta perché, prima di mettersi con Bernadette, era spesso costretto ad andare da lei. Ha poi a che fare con loro in altre occasioni, come quando deve giudicare chi debba prendere un posto fisso rimasto vacante all'università, ambito da Leonard, Sheldon e Raj.
- Lucy (stagioni 6-10), interpretata da Kate Micucci, doppiata da Roberta De Roberto.
È una ragazza che Raj conosce nella fumetteria di Stuart a una festa di San Valentino per persone sole. A causa dei suoi gravi problemi di fobia sociale, all'inizio scappa da Raj, salvo poi iniziare a frequentarlo. L'insistenza dello scienziato nel volerla presentare ai suoi amici però la fa fuggire nuovamente. Paradossalmente, grazie al suo abbandono definitivo, Raj si libererà del suo mutismo selettivo.
- Bertram "Bert" Kibbler (stagioni 6-12), interpretato da Brian Posehn, doppiato da Pasquale Anselmo.
È un membro del dipartimento di geologia della Caltech, un uomo introverso e riservato, tanto che le persone spesso si sentono a disagio a stargli vicino. Dopo aver conosciuto Amy, finisce per invaghirsi di lei, nonostante la ragazza non lo ricambi.
- Arthur Jeffries, alias "Professor Proton" (stagioni 6-12), interpretato da Bob Newhart, doppiato da Carlo Valli.
È l'idolo di Sheldon, che quando era ancora un bambino vedeva sempre il suo spettacolo televisivo per bambini sugli esperimenti scientifici. Ormai caduto in disgrazia, si guadagna da vivere facendo spettacoli privati, ma nonostante tutto Sheldon continua ad ammirarlo. È un vero scienziato, ma a causa del suo lavoro in televisione non è mai stato preso sul serio dalla comunità scientifica. Accetta di vedere Sheldon, che trova fastidioso, solo per poter vedere Penny, ma nonostante tutto, impara ad apprezzarlo con molta fatica. Scompare nell'episodio La trasmutazione di Proton e dal quel momento apparirà di tanto in tanto a Sheldon nelle vesti di uno jedi per fargli da guida quando ha un dubbio, nonostante lui si mostri infastidito da questa nuova condizione.

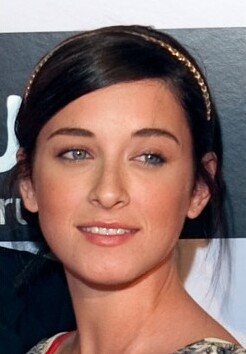
Margo Harshman interpreta Alex Jensen
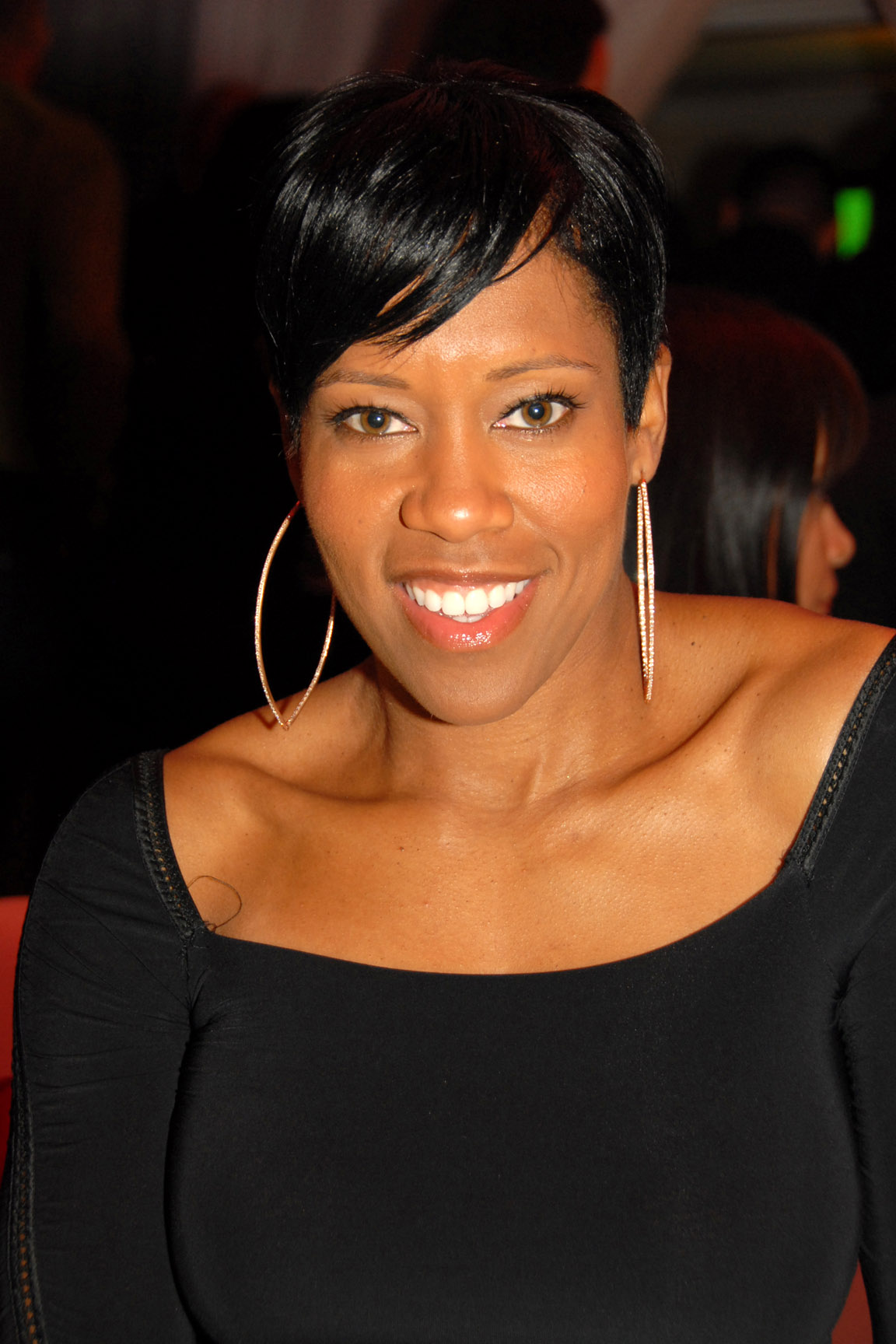
Regina King interpreta Janine Davis
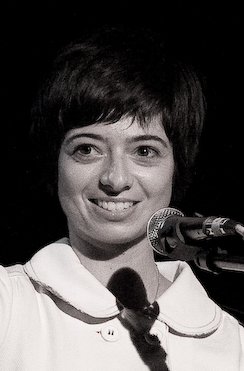
Kate Micucci interpreta Lucy
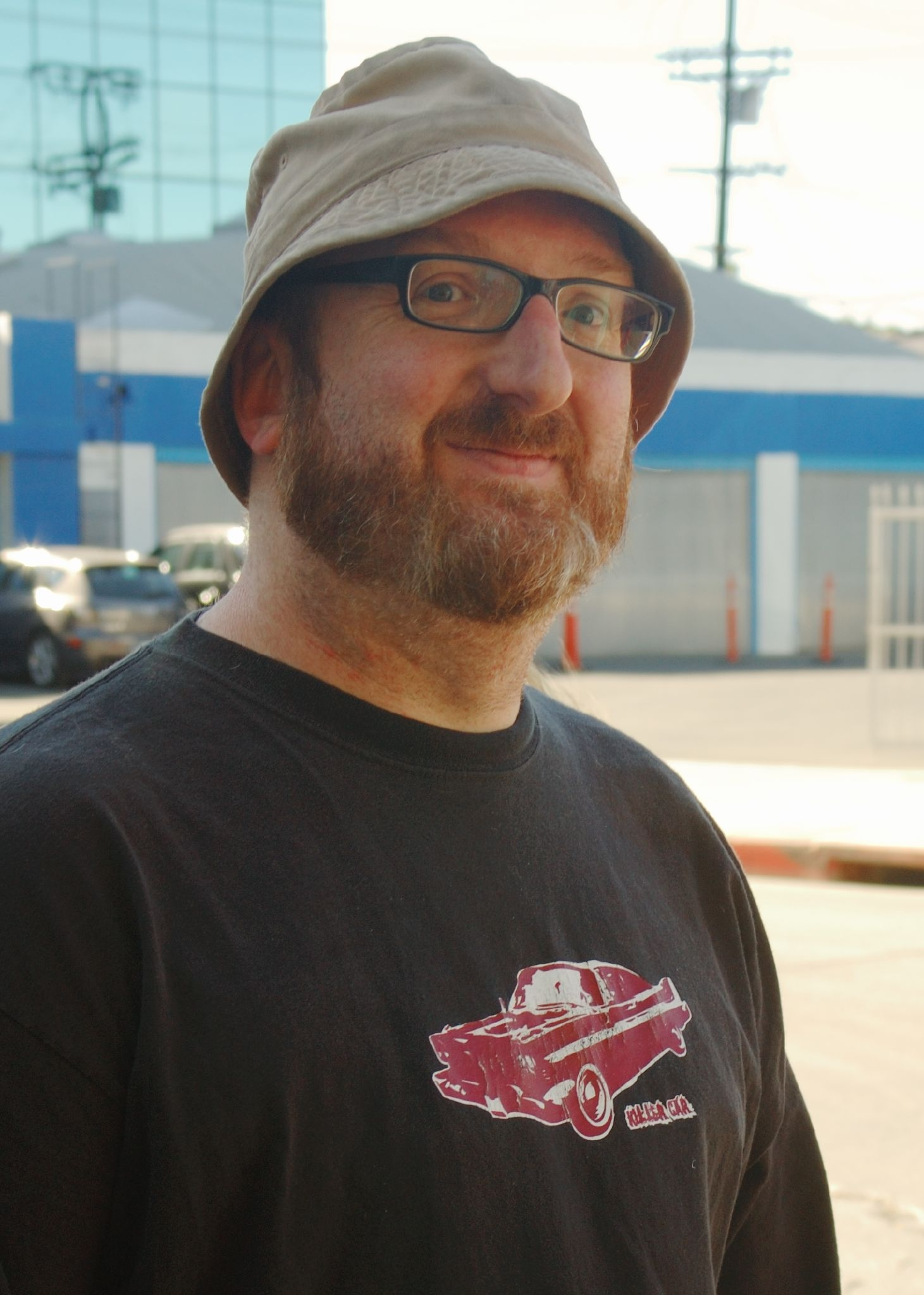
Brian Posehn interpreta Bert
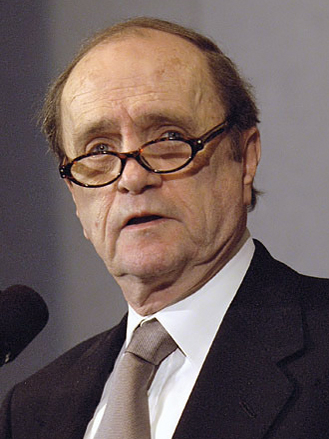
Bob Newhart interpreta il Professor Proton

### Introdotti nell'ottava stagione
- Dan (stagione 8), interpretato da Stephen Root, doppiato da Gerolamo Alchieri.
È un dirigente nell'industria farmaceutica in cui lavora Bernadette, da cui, per sua stessa ammisione, è intimorito. Assume Penny nella società come venditrice, dopo che l'amica le aveva procurato un colloquio.

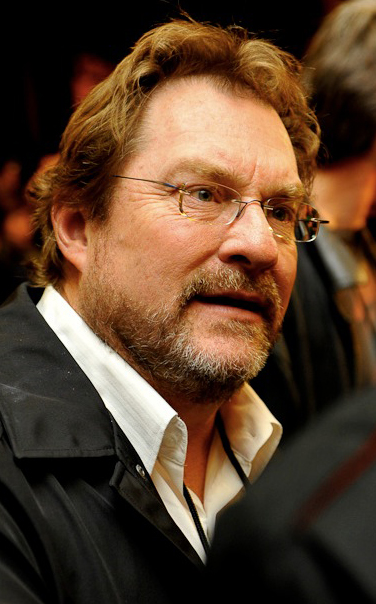
Stephen Root interpreta Dan

### Introdotti nella nona stagione
- Dave (stagione 9), interpretato da Stephen Merchant, doppiato da Andrea Lavagnino.
È un ragazzo inglese con cui Amy esce dopo la rottura con Sheldon e che si rivela essere un grande ammiratore di quest'ultimo e del suo lavoro, tanto che agli appuntamenti non fa che chiederle di lui, esasperandola.
- Claire (stagione 9-10), interpretata da Alessandra Torresani, doppiata da Erica Necci.
È una giovane sceneggiatrice che Raj conosce in fumetteria. L'astrofisico da subito finisce col provare una forte attrazione, tanto da lasciare Emily nella speranza di iniziare una relazione con Claire, salvo poi scoprire che quest'ultima è tornata con il suo ex. Successivamente rompe di nuovo col suo ex ed inizia ad uscire con Raj, ma poi scopre che lui continua ad uscire con Emily e quindi lo lascia nuovamente.
- Alfred Hofstadter (stagioni 9-10), interpretato da Judd Hirsch, doppiato da Gerolamo Alchieri.
È il padre di Leonard e fa l'antropologo di professione. Lui e Beverly divorziano dopo che Alfred la tradisce. Contrariamente alla ex moglie, va molto d'accordo con Leonard e ha pure un buon rapporto con la nuora, Penny. È indiscutibile che sia stata l'assenza di empatia di Beverly a distruggere il loro matrimonio, ma ovviamente la donna, autentico genio della neuropsichiatria ma totalmente inetta nei rapporti sociali, non lo realizza mai e la serie termina senza che lei capisca le proprie mancanze ed avvenga una riconciliazione, o anche solo un chiarimento, tra i due. L'odio che Alfred prova per l'ex-moglie è tale che gli basta solo un breve scambio di battute con Mary Cooper, che come lui detesta Beverly, per sviluppare una profonda intesa e passare la serata con lei. Persino il figlio non ne biasima le azioni, tanto che quando Beverly elenca a Leonard i motivi elencategli da Alfred per giustificare la propria infedeltà, Leonard dà ragione a lui.

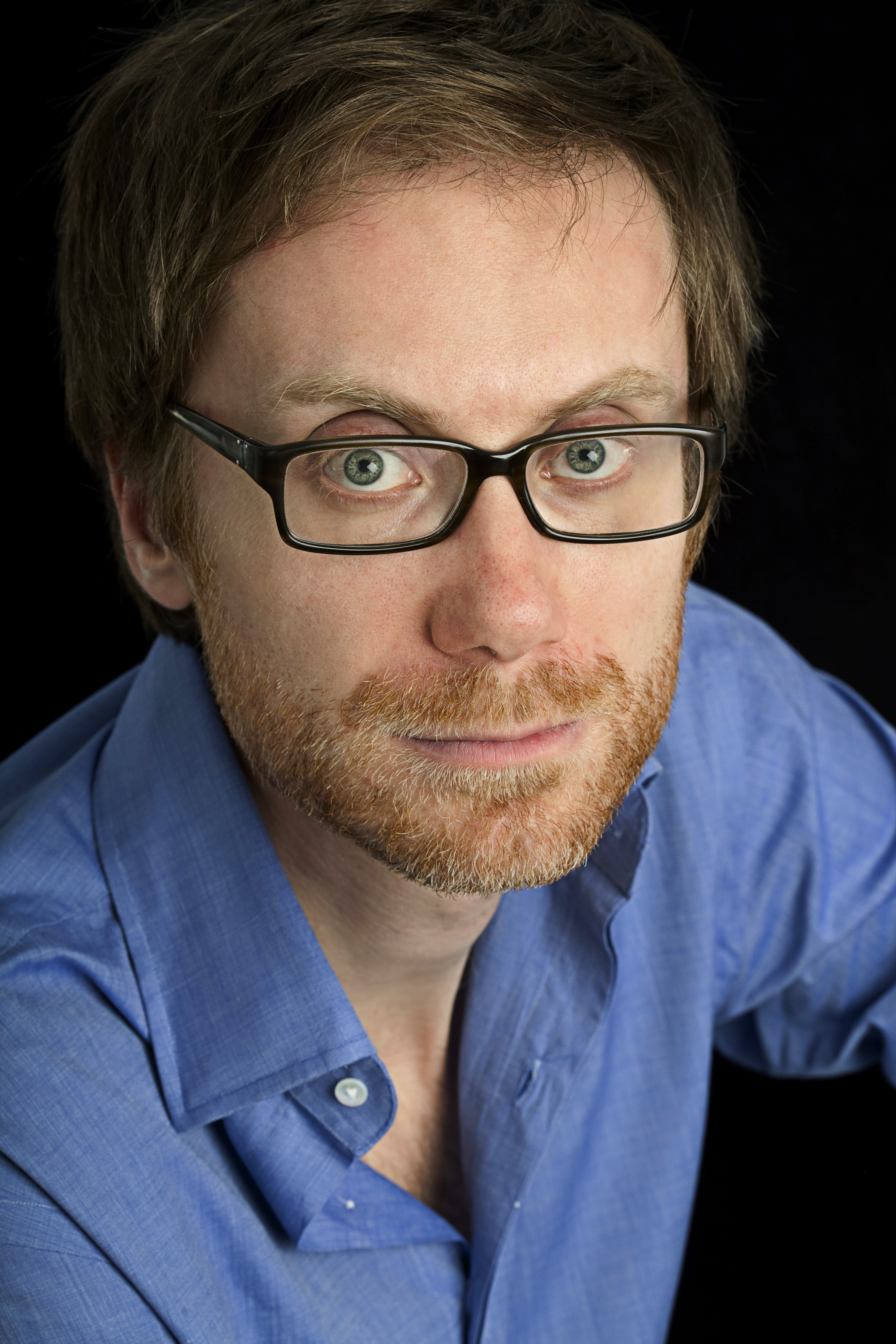
Stephen Merchant interpreta Dave
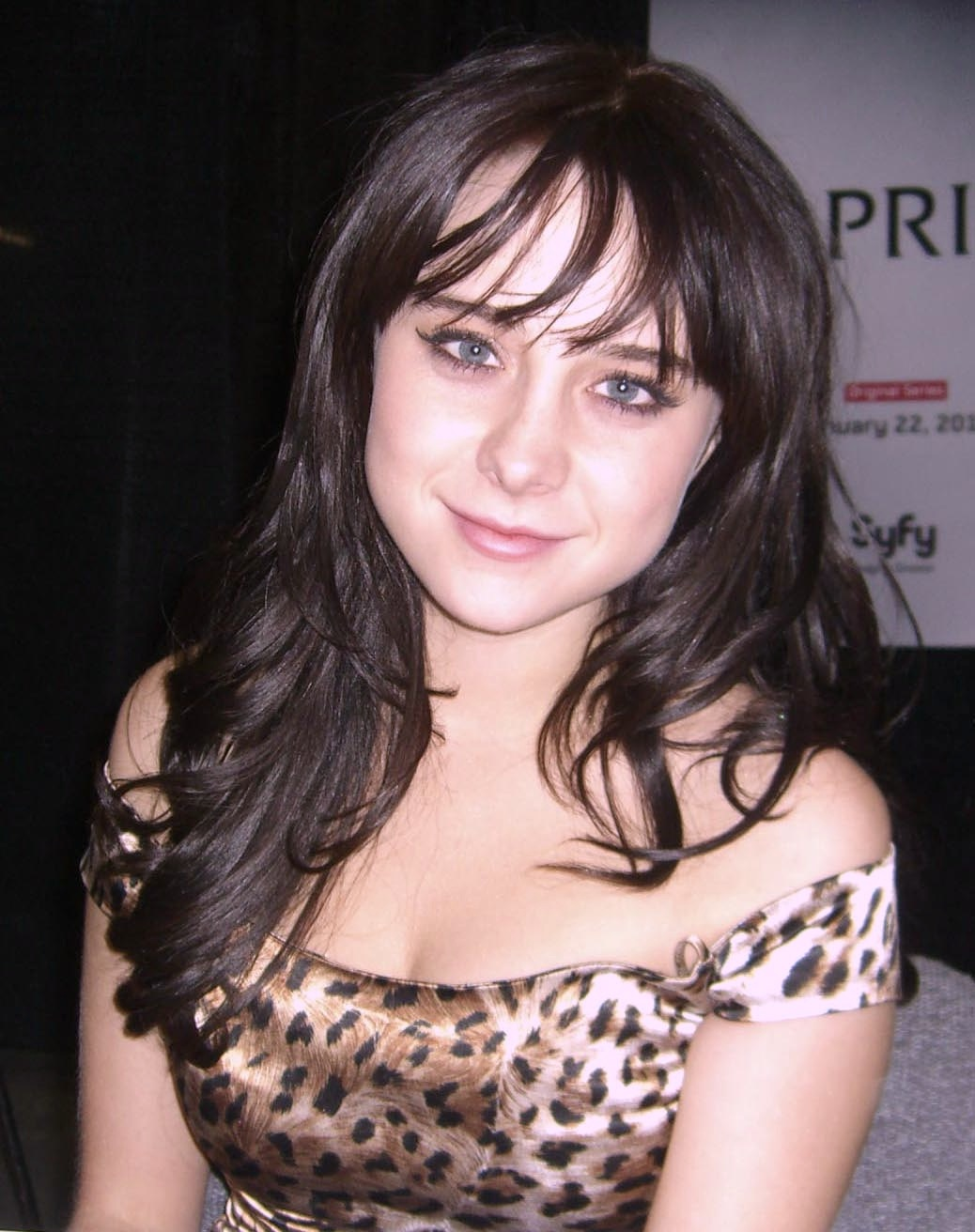
Alessandra Torresani interpreta Claire
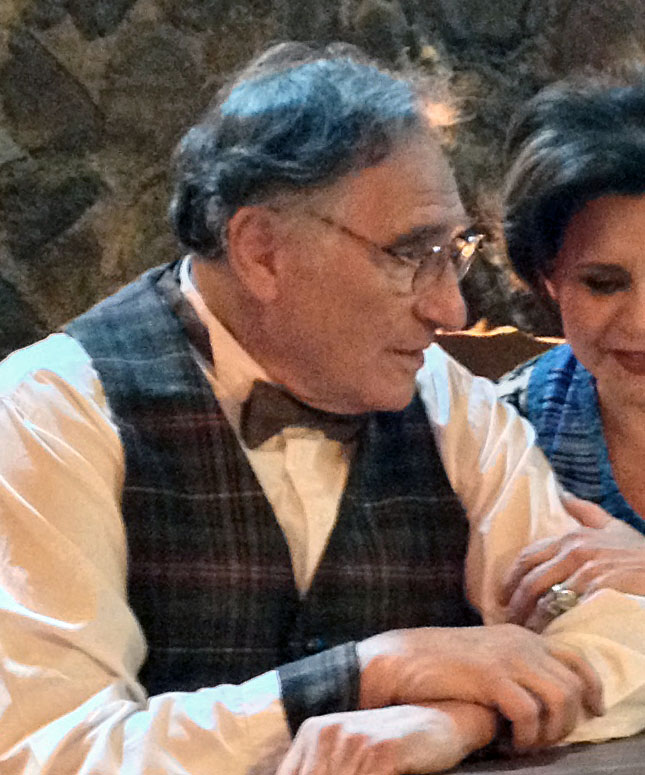
Judd Hirsch interpreta Alfred Hofstadter

### Introdotti nella decima stagione
- Colonnello Richard Williams (stagioni 10-12), interpretato da Dean Norris, doppiato da Alberto Angrisano.
È un colonnello dell'aeronautica militare, esperto di ingegneria avendola studiata al MIT, che contatta Howard per aver maggiori informazioni sul giroscopio inventato da lui basato sulla scoperta di Leonard e Sheldon; poi li assume per far miniaturizzare la loro invenzione. Una volta realizzato il prototipo li estrometterà dal progetto di produzione.

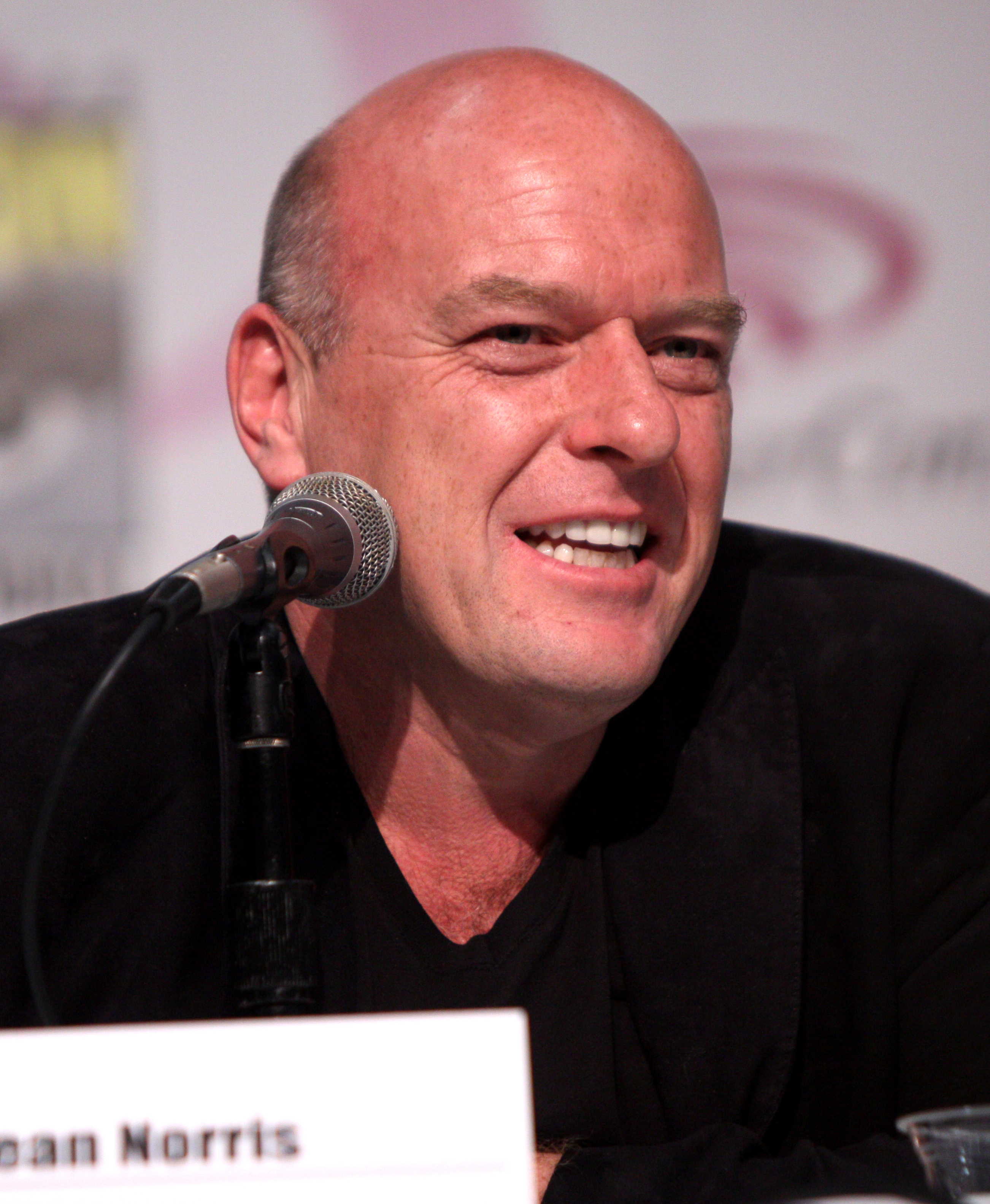
Dean Norris interpreta il Colonnello Richard Williams

### Introdotti nell'undicesima stagione
- Ruchi (stagione 11), interpretata da Swati Kapila, doppiata da Federica De Bortoli.
È una collega indiana di Bernadette da poco giunta in città. Riceve da subito le attenzioni di Stuart e Raj, ma inizierà ad uscire con quest'ultimo, basando la loro relazione solo sul sesso, dato che non crede nell'amore. Quando Raj cerca di farle ammettere che la loro è una vera relazione, lo molla.
- Denise (stagioni 11-12), interpretata da Lauren Lapkus, doppiata da Eva Padoan.
È la commessa che Stuart assume come aiutante dopo che, grazie ad un tweet di Neil Gaiman, la sua fumetteria si riempie di clienti. È molto esperta di fumetti, tanto da consigliare a Sheldon un fumetto perfetto per lui che ancora non aveva letto; dopo che il ragazzo passerà molto tempo con lei a parlare, dovrà spiegare qualcosa sui fumetti anche ad Amy, che ne vuole parlare col marito. Rimane molto affascinata da Stuart al matrimonio di Sheldon ed Amy per le sue conoscenze sul mondo di Star Wars e lo bacia pure. Nella dodicesima stagione, i due iniziano una vera e propria relazione che dà molta sicurezza a Stuart e poco prima della fine della serie, andranno a vivere insieme.
- George Cooper Jr. (stagione 11-12), interpretato da Jerry O'Connell, doppiato da Simone D'Andrea.
È il fratello maggiore di Sheldon e Missy, gestisce una catena di negozi di pneumatici che, a quanto dice Sheldon, è la più grande del Texas. Lui e Leonard vanno abbastanza d'accordo dato che entrambi capiscono quanto sia difficile prendersi cura di Sheldon e contemporaneamente gestire il suo carattere egoista e irriconoscente. Dopo la morte del padre e la partenza di Sheldon per il college, si è fatto in quattro per occuparsi della madre emotivamente a pezzi e della sorella adolescente ancora ingenua, lavorando sodo per anni per guadagnarsi ogni centesimo per aprire il suo primo negozio e diventare un uomo di successo. Trova frustrante che malgrado tutto il suo impegno e i suoi sacrifici, sua madre vada più fiera di Sheldon rispetto a lui. Quando si rende conto di tutti i problemi affrontati dal fratello e da come lui l’abbia protetto per gran parte della sua vita, Sheldon si scusa con lui e lo invita al suo matrimonio, ricucendo i rapporti.
- Larry Fowler (stagione 11-12), interpretato da Raymond Joseph Teller, doppiato da Pierluigi Astore.
È il padre di Amy, succube della moglie che quasi non gli permette di parlare ed interagire con le altre persone.

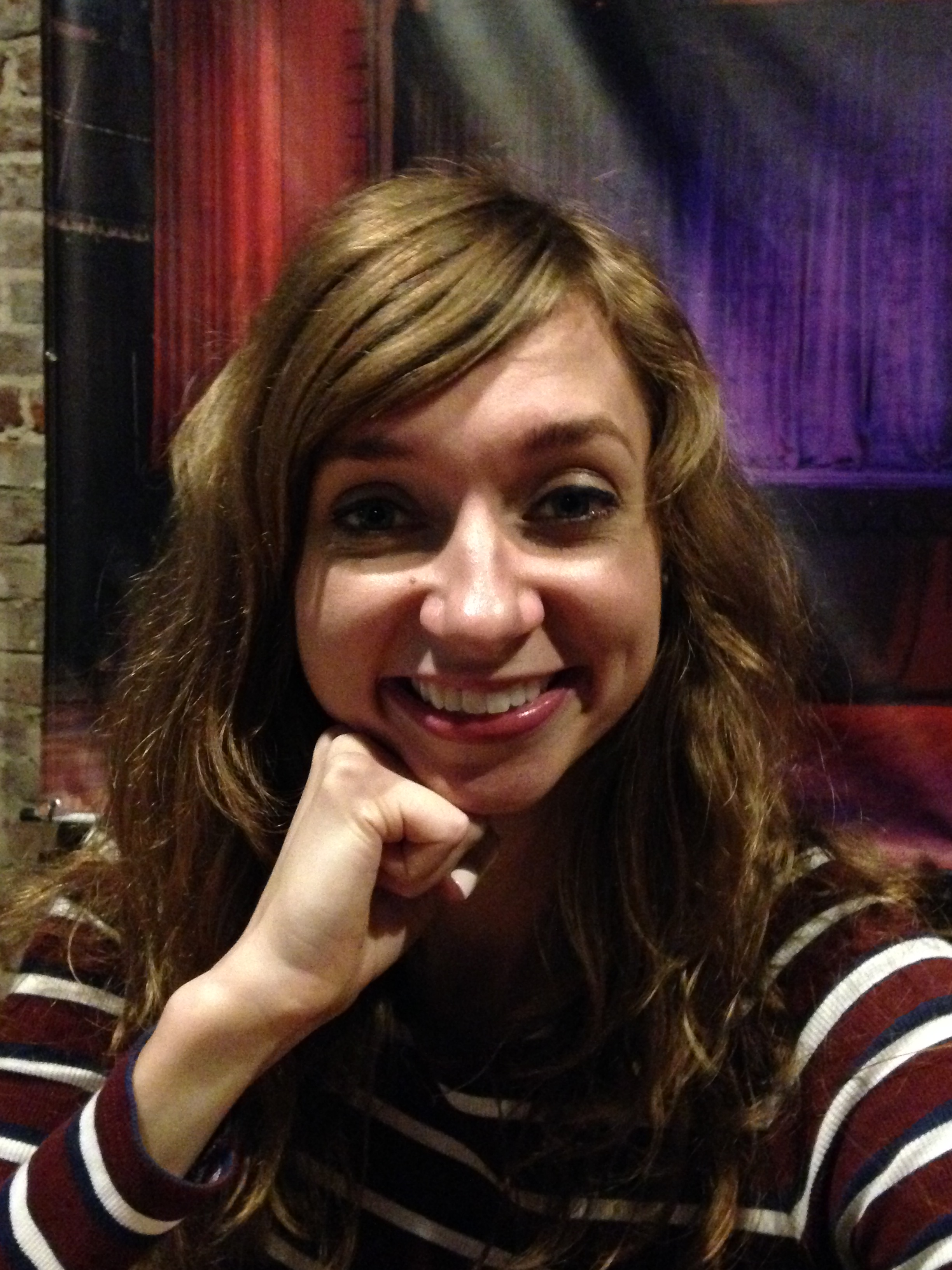
Lauren Lapkus interpreta Denise
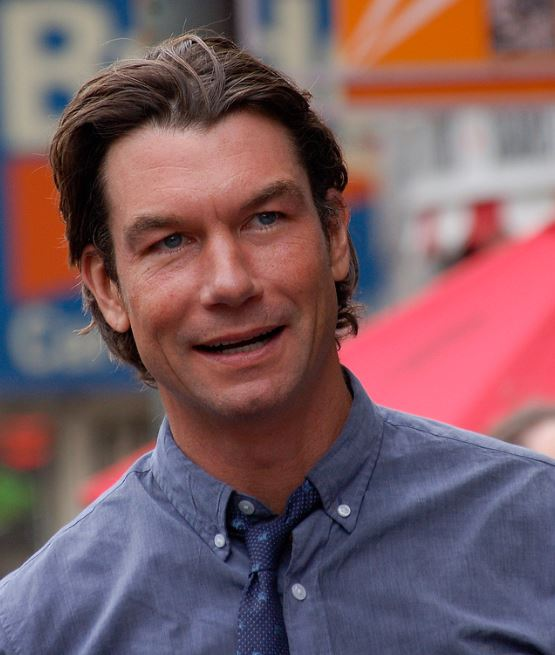
Jerry O'Connell interpreta George Cooper Jr.
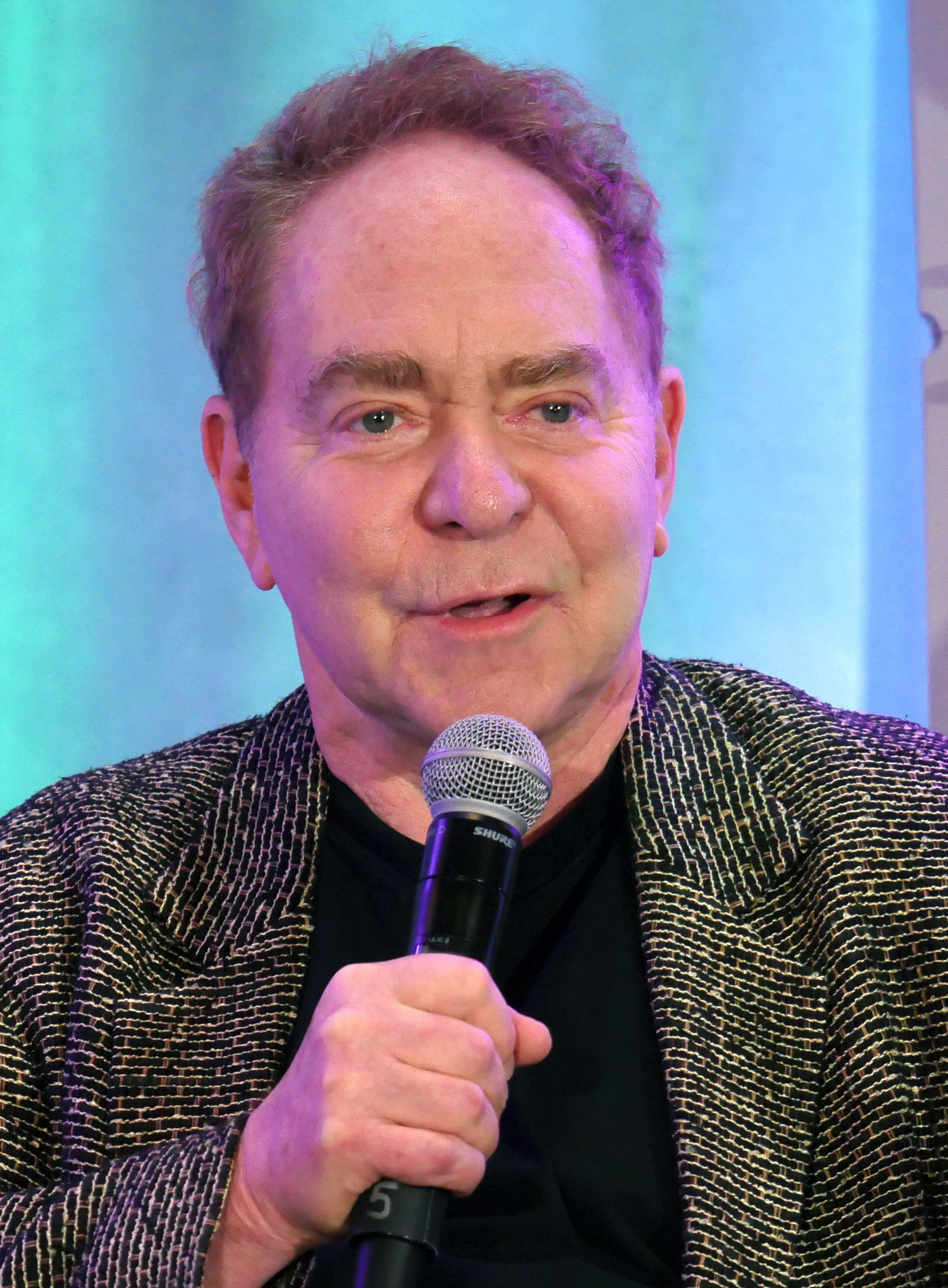
L'illusionista Teller interpreta Larry Fowler

### Introdotti nella dodicesima stagione
- Anu (stagione 12), interpretata da Rati Gupta, doppiata da Antonella Baldini.
È una ragazza indiana che accetta il matrimonio combinato tra la sua famiglia e quella di Raj; il ragazzo però, ancora desideroso di volere un amore romantico, la lascia, ma lei, capendo che Raj vale, gli fa la proposta che lui accetta. Alla fine il matrimonio salta perché i due si rendono conto di conoscersi troppo poco, ma dato che si trovano bene insieme, decidono di fare le cose con calma. Si lasceranno definitivamente quando lei si trasferirà per lavoro in Inghilterra e lui, dopo aver ponderato di seguirla, decide di non farlo poiché capisce di non volerla perdere solo per paura di restare solo.

## Guest star
Dato il crescente successo di The Big Bang Theory, a partire dalla seconda stagione numerose personalità del mondo della televisione, della scienza, della fisica, dei fumetti e del cinema di fantascienza hanno accettato di apparire nella sitcom in dei brevi camei. Tra gli altri, hanno partecipato Charlie Sheen, Octavia Spencer, Summer Glau, George Fitzgerald Smoot, Katee Sackhoff, Stan Lee, Judy Greer, Steve Wozniak, George Takei, Neil deGrasse Tyson, Eliza Dushku, Rick Fox, Jessica Walter, LeVar Burton, Brian Greene, Brent Spiner, Michael Rapaport, Leonard Nimoy, Howie Mandel, Buzz Aldrin, Bill Nye, James Earl Jones, Carrie Fisher, Billy Bob Thornton, Nathan Fillion, Kevin Smith, Analeigh Tipton, Elon Musk, Jane Kaczmarek, June Squibb, Adam West, Katey Sagal, Jack McBrayer, Ellen DeGeneres, Christopher Lloyd, Joel Murray, Beth Behrs, Walton Goggins, Bill Gates, Peter MacNicol, Neil Gaiman, Raymond Joseph Teller, Mark Hamill, William Shatner, Kareem Abdul-Jabbar, Joe Manganiello, Frances Hamilton Arnold, Kip Thorne e Sarah Michelle Gellar.